# Oroszország a 2012. évi nyári olimpiai játékokon
Oroszország a nagy-britanniai Londonban megrendezett 2012. évi nyári olimpiai játékok egyik részt vevő nemzete volt. Az országot az olimpián 30 sportágban 430 sportoló képviselte, akik 74 érmet szereztek.

## Érmesek
| Érem  | Versenyző | Sportág       | Versenyszám                  | Dátum         |
| ----- | --- | ------------- | ---------------------------- | ------------- |
| Arany | Ivan Uhov | Atlétika      | Férfi magasugrás             | Augusztus 7.  |
| Arany | Marija Szavinova | Atlétika      | Női 800 m                    | Augusztus 11. |
| Arany | Anna Csicserova | Atlétika      | Női magasugrás               | Augusztus 11. |
| Arany | Tatyjana Liszenko | Atlétika      | Női kalapácsvetés            | Augusztus 10. |
| Arany | Jelena Lasmanova | Atlétika      | Női 20 km gyaloglás          | Augusztus 11. |
| Arany | Roman Vlaszov | Birkózás      | Férfi kötöttfogás, 74 kg     | Augusztus 5.  |
| Arany | Alan Hugajev | Birkózás      | Férfi kötöttfogás, 84 kg     | Augusztus 6.  |
| Arany | Dzsamal Otarszultanov | Birkózás      | Férfi szabadfogás, 55 kg     | Augusztus 10. |
| Arany | Natalja Vorobjova | Birkózás      | Női szabadfogás, 72 kg       | Augusztus 9.  |
| Arany | Arszen Galsztyan | Cselgáncs     | Légsúly                      | Július 28.    |
| Arany | Manszur Iszajev | Cselgáncs     | Könnyűsúly                   | Július 30.    |
| Arany | Tagir Hajbulajev | Cselgáncs     | Félnehézsúly                 | Augusztus 2.  |
| Arany | Jurij Posztrigaj Alekszandr Gyjacsenko | Kajak-kenu    | Férfi kajak kettes 200 m     | Augusztus 11. |
| Arany | Ilja Zaharov | Műugrás       | Férfi egyéni műugrás         | Augusztus 7.  |
| Arany | Jegor Mehoncev | Ökölvívás     | Férfi félnehézsúly           | Augusztus 12. |
| Arany | Nyikolaj Apalikov Tarasz Htyej Szergej Grankin Szergej Tyetyuhin Alekszandr Szokolov Jurij Berezsko Alekszandr Butyko Dmitrij Muszerszkij Dmitrij Iljinih Makszim Mihajlov Alekszandr Volkov Alekszej Obmocsajev   | Röplabda      | Férfi                        | Augusztus 12. |
| Arany | Natalja Iscsenko Szvetlana Romasina | Szinkronúszás | Páros                        | Augusztus 7.  |
| Arany | Anasztaszija Davidova Marija Gromova Elvira Haszjanova Natalja Iscsenko Darja Korobova Alekszandra Packevics Szvetlana Romasina Alla Siskina Anzselika Tyimanyina                                                  | Szinkronúszás | Csapat                       | Augusztus 10. |
| Arany | Alija Musztafina | Torna         | Felemás korlát               | Augusztus 6.  |
| Arany | Jevgenyija Kanajeva | Torna         | Ritmikus gimnasztika, egyéni | Augusztus 11. |
| Arany | Anasztaszija Bliznyuk Uljana Donszkova Kszenyija Dudkina Alina Makarenko Anasztaszija Nazarenko Karolina Szevasztyjanova                                                                                           | Torna         | Ritmikus gimnasztika, csapat | Augusztus 12. |
| Ezüst | Natalja Antyuh Tatyjana Firova Julija Guscsina Anasztaszija Kapacsinszkaja Antonyina Krivosapka Natalja Nazarova                                                                                                   | Atlétika      | Női 4 × 400 m váltó          | Augusztus 11. |
| Ezüst | Olga Kanyiszkina | Atlétika      | Női 20 km gyaloglás          | Augusztus 11. |
| Ezüst | Jelena Szokolova | Atlétika      | Női távolugrás               | Augusztus 8.  |
| Ezüst | Rusztam Totrov | Birkózás      | Férfi kötöttfogás, 96 kg     | Augusztus 7.  |
| Ezüst | Beszik Kuduhov | Birkózás      | Férfi szabadfogás, 60 kg     | Augusztus 11. |
| Ezüst | Alekszandr Mihajlin | Cselgáncs     | Férfi nehézsúly              | Augusztus 3.  |
| Ezüst | Ilja Zaharov Jevgenyij Kuznyecov | Műugrás       | Férfi szinkron műugrás       | Augusztus 1.  |
| Ezüst | Szofja Ocsigava | Ökölvívás     | Női könnyűsúly               | Augusztus 9.  |
| Ezüst | Nagyezsda Torlopova | Ökölvívás     | Női középsúly                | Augusztus 9.  |
| Ezüst | Natalja Zabolotnaja | Súlyemelés    | Női 75 kg                    | Augusztus 3.  |
| Ezüst | Aptyi Auhadov | Súlyemelés    | Férfi 85 kg                  | Augusztus 3.  |
| Ezüst | Alekszandr Ivanov | Súlyemelés    | Férfi 94 kg                  | Augusztus 4.  |
| Ezüst | Tatyjana Kasirina | Súlyemelés    | Női +75 kg                   | Augusztus 5.  |
| Ezüst | Marija Sarapova | Tenisz        | Női egyes                    | Augusztus 4.  |
| Ezüst | Gyenyisz Abljazin | Torna         | Férfi ugrás                  | Augusztus 6.  |
| Ezüst | Viktorija Komova | Torna         | Női egyéni összetett         | Augusztus 2.  |
| Ezüst | Kszenyija Afanaszjeva Anasztaszija Grisina Viktorija Komova Alija Musztafina Marija Paszeka | Torna         | Női csapat összetett         | Július 31.    |
| Ezüst | Dmitrij Usakov | Torna         | Férfi trambulin              | Augusztus 3.  |
| Ezüst | Darja Dmitrijeva | Torna         | Ritmikus gimnasztika, egyéni | Augusztus 11. |
| Ezüst | Jevgenyij Korotiskin | Úszás         | Férfi 100 m pillangó         | Augusztus 3.  |
| Ezüst | Anasztaszija Zujeva | Úszás         | Női 200 m hát                | Augusztus 3.  |
| Ezüst | Szofja Velikaja | Vívás         | Női kard, egyéni             | Augusztus 1.  |
| Ezüst | Ivan Stil | Kajak-kenu    | Férfi kenu egyes 200 m       | Augusztus 11. |
| Ezüst | Aida Sanajeva Inna Gyeriglazova Kamilla Gafurzjanova Larisza Korobejnyikova | Vívás         | Női tőr, csapat              | Augusztus 2.  |
| Bronz | Jekatyerina Poisztogova | Atlétika      | Női 800 m                    | Augusztus 11. |
| Bronz | Tatyjana Arhipova | Atlétika      | Női maraton                  | Augusztus 5.  |
| Bronz | Jelena Iszinbajeva | Atlétika      | Női rúdugrás                 | Augusztus 6.  |
| Bronz | Tatyjana Csernova | Atlétika      | Női hétpróba                 | Augusztus 4.  |
| Bronz | Mingijan Szemjonov | Birkózás      | Férfi kötöttfogás, 55 kg     | Augusztus 5.  |
| Bronz | Zaur Kuramagomedov | Birkózás      | Férfi kötöttfogás, 60 kg     | Augusztus 6.  |
| Bronz | Ljubov Voloszova | Birkózás      | Női szabadfogás, 63 kg       | Augusztus 8.  |
| Bronz | Gyenyisz Cargus | Birkózás      | Férfi szabadfogás, 74 kg     | Augusztus 10. |
| Bronz | Biljal Mahov | Birkózás      | Férfi szabadfogás, 120 kg    | Augusztus 11. |
| Bronz | Ivan Nyifontov | Cselgáncs     | Férfi váltósúly              | Július 31.    |
| Bronz | Alekszej Korovaskov Ilja Pervuhin | Kajak-kenu    | Férfi kajak kettes 1000 m    | Augusztus 9.  |
| Bronz | Olga Zabelinszkaja | Kerékpározás  | Női mezőnyverseny            | Július 29.    |
| Bronz | Olga Zabelinszkaja | Kerékpározás  | Női időfutam                 | Augusztus 1.  |
| Bronz | Nemzeti válogatott Szemjon Antonov Vitalij Fridzon Alekszej Sved Tyimofej Mozgov Szergej Karaszjov Alekszandr Kaun Jevgenyij Voronov Viktor Hrjapa Szergej Monya Dmitrij Hvosztov Anton Ponkrasov Andrej Kirilenko | Kosárlabda    | Férfi torna                  | Augusztus 12. |
| Bronz | David Ajrapetyan | Ökölvívás     | Férfi papírsúly              | Augusztus 10. |
| Bronz | Mihail Alojan | Ökölvívás     | Férfi légsúly                | Augusztus 10. |
| Bronz | Andrej Zamkovoj | Ökölvívás     | Férfi váltósúly              | Augusztus 10. |
| Bronz | Vaszilij Moszin | Sportlövészet | Férfi dupla trap             | Augusztus 2.  |
| Bronz | Alekszej Gyenyiszenko | Taekwondo     | Férfi légsúly                | Augusztus 8.  |
| Bronz | Anasztaszija Barisnyikova | Taekwondo     | Női nehézsúly                | Augusztus 11. |
| Bronz | Marija Kirilenko Nagyja Petrova | Tenisz        | Női páros                    | Augusztus 5.  |
| Bronz | Valerija Szorokina Nyina Viszlova | Tollaslabda   | Női páros                    | Augusztus 4.  |
| Bronz | Gyenyisz Abljazin | Torna         | Férfi talaj                  | Augusztus 5.  |
| Bronz | Marija Paszeka | Torna         | Női ugrás                    | Augusztus 5.  |
| Bronz | Alija Musztafina | Torna         | Női talaj                    | Augusztus 7.  |
| Bronz | Alija Musztafina | Torna         | Női egyéni összetett         | Augusztus 2.  |
| Bronz | Szergej Feszikov Andrej Grecsin Danyila Izotov Jevgenyij Lagunov Nyikita Lobincev Vlagyimir Morozov | Úszás         | Férfi 4 × 100 m gyorsváltó   | Július 29.    |
| Bronz | Julija Jefimova | Úszás         | Női 200 m mell               | Augusztus 2.  |
| Bronz | Nyikolaj Kovaljov | Vívás         | Férfi kard, egyéni           | Július 29.    |

## Asztalitenisz
Férfi
| Versenyző                                             | Versenyszám | Selejtező         | 64-es főtábla     | 48-as főtábla                                | 32-es főtábla                                                  | Nyolcaddöntő                                         | Negyeddöntő       | Elődöntő          | Döntő             | Helyezés |
| Versenyző                                             | Versenyszám | Ellenfél Eredmény | Ellenfél Eredmény | Ellenfél Eredmény                            | Ellenfél Eredmény                                              | Ellenfél Eredmény                                    | Ellenfél Eredmény | Ellenfél Eredmény | Ellenfél Eredmény | Helyezés |
| ----------------------------------------------------- | ----------- | ----------------- | ----------------- | -------------------------------------------- | -------------------------------------------------------------- | ---------------------------------------------------- | ----------------- | ----------------- | ----------------- | -------- |
| Alekszandr Sibajev                                    | Egyes       | erőnyerő          | erőnyerő          | erőnyerő                                     | Andrej Gaćina (CRO) · 6–11, 7–11, 11–9, 8–11, 11–8, 11–9, 8–11 | kiesett                                              | kiesett           | kiesett           | kiesett           | 33.      |
| Alekszej Szmirnov                                     | Egyes       | erőnyerő          | erőnyerő          | Matīss Burģis (LAT) · 11–5, 11–5, 11–4, 11–9 | Csiang Ti (HKG) · 9–11, 5–11, 11–6, 10–12, 10–12               | kiesett                                              | kiesett           | kiesett           | kiesett           | 33.      |
| Alekszandr Sibajev Kirill Szkacskov Alekszej Szmirnov | Csapat      |                   |                   |                                              |                                                                | Kína (CHN) · Zsang Csi-ke · Ma Long · Vang Hao · 1–3 | kiesett           | kiesett           | kiesett           | 9.       |

Női
| Versenyző        | Versenyszám | Selejtező         | 64-es főtábla                                                   | 48-as főtábla                                                             | 32-es főtábla                              | Nyolcaddöntő      | Negyeddöntő       | Elődöntő          | Döntő             | Helyezés |
| Versenyző        | Versenyszám | Ellenfél Eredmény | Ellenfél Eredmény                                               | Ellenfél Eredmény                                                         | Ellenfél Eredmény                          | Ellenfél Eredmény | Ellenfél Eredmény | Ellenfél Eredmény | Ellenfél Eredmény | Helyezés |
| ---------------- | ----------- | ----------------- | --------------------------------------------------------------- | ------------------------------------------------------------------------- | ------------------------------------------ | ----------------- | ----------------- | ----------------- | ----------------- | -------- |
| Jana Noszkova    | Egyes       | erőnyerő          | Dina Meshref (EGY) · 10–12, 11–8, 11–4, 11–9, 12–14, 9–11, 9–11 | kiesett                                                                   | kiesett                                    | kiesett           | kiesett           | kiesett           | kiesett           | 49.      |
| Anna Tyihomirova | Egyes       | erőnyerő          | erőnyerő                                                        | Wenling Tan Monfardini (ITA) · 6–11, 11–6, 11–8, 12–14, 8–11, 11–6, 12–10 | Fukuhara Ai (JPN) · 7–11, 8–11, 9–11, 3–11 | kiesett           | kiesett           | kiesett           | kiesett           | 17.      |

## Atlétika
Férfi
| Versenyző                                                              | Versenyszám     | Előfutam | Előfutam | Előfutam | Elődöntő | Elődöntő | Elődöntő | Döntő         | Döntő         |
| Versenyző                                                              | Versenyszám     | Idő      | Hely.    | Össz.    | Idő      | Hely.    | Össz.    | Idő           | Helyezés      |
| ---------------------------------------------------------------------- | --------------- | -------- | -------- | -------- | -------- | -------- | -------- | ------------- | ------------- |
| Makszim Dilgyin                                                        | 400 m           | 45,52    | 3.       | 16.      | 45,39    | 5.       | 17.      | kiesett       | kiesett       |
| Pavel Trenyihin                                                        | 400 m           | 45,00    | 3.       | 4.       | 45,35    | 7.       | 11.      | kiesett       | kiesett       |
| Jurij Borzakovszkij                                                    | 800 m           | 1:46,29  | 5.       | 14.*     | 1:45,09  | 5.       | 10.      | kiesett       | kiesett       |
| Ivan Tuhtacsov                                                         | 800 m           | 1:49,77  | 6.       | 44.      | kiesett  | kiesett  | kiesett  | kiesett       | kiesett       |
| Jegor Nyikolajev                                                       | 1500 m          | 3:38,92  | 11.      | 11.      | 3:37,28  | 10.      | 10.      | kiesett       | kiesett       |
| Grigorij Andrejev                                                      | Maraton         |          |          |          |          |          |          | 2:18:20       | 37.           |
| Alekszej Reunkov                                                       | Maraton         |          |          |          |          |          |          | 2:13:49       | 14.           |
| Dmitrij Szafronov                                                      | Maraton         |          |          |          |          |          |          | 2:16:04       | 23.           |
| Alekszej Drjomin                                                       | 110 m gát       | 13,75    | 7.       | 33.      | kiesett  | kiesett  | kiesett  | kiesett       | kiesett       |
| Konsztantyin Sabanov                                                   | 110 m gát       | 13,63    | 3.       | 27.      | 13,65    | 8.       | 21.      | kiesett       | kiesett       |
| Szergej Subenkov                                                       | 110 m gát       | 13,26    | 1.       | 3.*      | 13,41    | 6.       | 12.*     | kiesett       | kiesett       |
| Vjacseszlav Szakajev                                                   | 400 m gát       | 50,36    | 7.       | 36.*     | kiesett  | kiesett  | kiesett  | kiesett       | kiesett       |
| Nyikolaj Csavkin                                                       | 3000 m akadály  | 8:29,72  | 5.       | 22.      |          |          |          | kiesett       | kiesett       |
| Gyenyisz Alekszejev Makszim Dilgyin Vlagyimir Krasznov Pavel Trenyihin | 4 × 400 m váltó | 3:02,01  | 3.       | 7.       |          |          |          | 3:00,09       | 5.            |
| Valerij Borcsin                                                        | 20 km gyaloglás |          |          |          |          |          |          | nem ért célba | nem ért célba |
| Vlagyimir Kanajkin                                                     | 20 km gyaloglás |          |          |          |          |          |          | kizárva       | kizárva       |
| Andrej Krivov                                                          | 20 km gyaloglás |          |          |          |          |          |          | 1:24:17       | 37.           |
| Szergej Bakulin                                                        | 50 km gyaloglás |          |          |          |          |          |          | 3:37:54       | 5.            |
| Igor Jerohin                                                           | 50 km gyaloglás |          |          |          |          |          |          | 3:37:54       | 5.            |
| Szergej Kirgyapkin                                                     | 50 km gyaloglás |          |          |          |          |          |          | kizárva       | kizárva       |

| Versenyző             | Versenyszám   | Selejtező | Selejtező | Döntő    | Döntő    |
| Versenyző             | Versenyszám   | Eredmény  | Helyezés  | Eredmény | Helyezés |
| --------------------- | ------------- | --------- | --------- | -------- | -------- |
| Andrej Szilnov        | Magasugrás    | 226 cm    | 8.        | 225 cm   | 12.      |
| Ivan Uhov             | Magasugrás    | 229 cm    | 2.        | 238 cm   |          |
| Szergej Kucserjanu    | Rúdugrás      | 550 cm    | 16.       | kiesett  | kiesett  |
| Jevgenyij Lukjanyenko | Rúdugrás      | 560 cm    | 4.        | 575 cm   | 5.       |
| Dmitrij Sztarodubcev  | Rúdugrás      | 560 cm    | 7.        | 575 cm   | 4.       |
| Alekszandr Menykov    | Távolugrás    | 809 cm    | 3.        | 778 cm   | 11.      |
| Szergej Morgunov      | Távolugrás    | 787 cm    | 16.       | kiesett  | kiesett  |
| Alekszandr Petrov     | Távolugrás    | 789 cm    | 15.       | kiesett  | kiesett  |
| Ljukman Adamsz        | Hármasugrás   | 16,88 m   | 6.        | 16,78 m  | 6.       |
| Makszim Szidorov      | Súlylökés     | 20,40 m   | 10.       | 20,41 m  | 11.      |
| Szoszlan Cirihov      | Súlylökés     | 20,17 m   | 13.       | kiesett  | kiesett  |
| Bogdan Piscsalnyikov  | Diszkoszvetés | 63,15 m   | 15.       | kiesett  | kiesett  |
| Kirill Ikonnyikov     | Kalapácsvetés | 76,85 m   | 6.        | 77,86 m  | 5.       |
| Alekszej Zagornij     | Kalapácsvetés | 72,52 m   | 23.       | kiesett  | kiesett  |

| Versenyző         | Versenyszám | 100 m | 100 m | Távolugrás | Távolugrás | Súlylökés | Súlylökés | Magasugrás | Magasugrás | 400 m | 400 m | 110 m gát | 110 m gát | Diszkoszvetés | Diszkoszvetés | Rúdugrás | Rúdugrás | Gerelyhajítás | Gerelyhajítás | 1500 m  | 1500 m | Végeredmény | Végeredmény |
| Versenyző         | Versenyszám | Idő   | Pont  | Eredmény   | Pont       | Eredmény  | Pont      | Eredmény   | Pont       | Idő   | Pont  | Idő       | Pont      | Eredmény      | Pont          | Eredmény | Pont     | Eredmény      | Pont          | Idő     | Pont   | Pont        | Helyezés    |
| ----------------- | ----------- | ----- | ----- | ---------- | ---------- | --------- | --------- | ---------- | ---------- | ----- | ----- | --------- | --------- | ------------- | ------------- | -------- | -------- | ------------- | ------------- | ------- | ------ | ----------- | ----------- |
| Ilja Skurenyov    | Tízpróba    | 11,01 | 858   | 725 cm     | 874        | 12,89 m   | 661       | 202 cm     | 822        | 49,81 | 823   | 14,39     | 925       | 43,51 m       | 736           | 510 cm   | 941      | 53,81 m       | 6,45          | 4:42:80 | 6,63   | 7948        | 16.         |
| Szergej Szviridov | Tízpróba    | 10,78 | 910   | 745 cm     | 922        | 14,42 m   | 754       | 199 cm     | 794        | 48,91 | 866   | 15,42     | 799       | 47,43 m       | 817           | 460 cm   | 790      | 68,42 m       | 865           | 4:36,63 | 702    | 8219        | 8.          |

Női
| Versenyző | Versenyszám     | Selejtező | Selejtező | Selejtező | Előfutam | Előfutam | Előfutam | Elődöntő | Elődöntő | Elődöntő | Döntő          | Döntő          |          |
| Versenyző | Versenyszám     | Idő       | Hely.     | Össz.     | Idő      | Hely.    | Össz.    | Idő      | Hely.    | Össz.    | Idő            | Helyezés       |          |
| --- | --------------- | --------- | --------- | --------- | -------- | -------- | -------- | -------- | -------- | -------- | -------------- | -------------- | -------- |
| Olga Belkina | 100 m           | kiemelt   | kiemelt   | kiemelt   | 11,38    | 4.       | 28.*     | kiesett  | kiesett  | kiesett  | kiesett        | kiesett        |          |
| Alekszandra Fedoriva                                                                                             | 200 m           |           |           |           | 22,61    | 2.       | 4.       | 22,65    | 3.       | 11.      | kiesett        | kiesett        |          |
| Natalja Ruszakova                                                                                                | 200 m           |           |           |           | 23,40    | 6.       | 33.*     | kiesett  | kiesett  | kiesett  | kiesett        | kiesett        |          |
| Jelizaveta Szavlinyisz                                                                                           | 200 m           |           |           |           | 23,23    | 5.       | 27.*     | kiesett  | kiesett  | kiesett  | kiesett        | kiesett        |          |
| Julija Guscsina                                                                                                  | 400 m           |           |           |           | 51,54    | 2.       | 10.      | 51,66    | 4.       | 15.      | kiesett        | kiesett        |          |
| Antonyina Krivosapka                                                                                             | 400 m           |           |           |           | 50,75    | 1.       | 2.       | 49,81    | 1.       | 1.       | 50,17          | 6.             |          |
| Jelena Arzsakova                                                                                                 | 800 m           |           |           |           | 2:08,39  | 2.       | 26.      | 1:58,13  | 2.       | 2.       | 1:59,21        | 6.             |          |
| Jekatyerina Poisztogova                                                                                          | 800 m           |           |           |           | 2:01,08  | 2.       | 6.       | 1:59,45  | 2.       | 10.      | 1:57,53        |                |          |
| Marija Szavinova                                                                                                 | 800 m           |           |           |           | 2:01,56  | 1.       | 10.      | 1:58,57  | 1.       | 5.       | 1:56,19        |                |          |
| Jekatyerina Kosztyeckaja                                                                                         | 1500 m          |           |           |           | 4:06,94  | 4.       | 11.      | 4:05,32  | 2.       | 11.      | kizárták       | kizárták       |          |
| Jekatyerina Martinova                                                                                            | 1500 m          |           |           |           | 4:13,86  | 7.       | 33.      | kiesett  | kiesett  | kiesett  | kiesett        | kiesett        |          |
| Tatyjana Tomasova                                                                                                | 1500 m          |           |           |           | 4:05,10  | 2.       | 2.       | 4:02,10  | 3.       | 3.       | kizárták       | kizárták       |          |
| Jelena Orlova | 3000 m akadály  |           |           |           | 9:33,14  | 6.       | 12.      |          |          |          | kiesett        | kiesett        |          |
| Gulnara Szamitova-Galkina                                                                                        | 3000 m akadály  |           |           |           | 9:28,76  | 5.       | 8.       |          |          |          | nem ért célba  | nem ért célba  |          |
| Julija Zaripova                                                                                                  | 3000 m akadály  |           |           |           | kizárták | kizárták | kizárták |          |          |          | kizárták       | kizárták       | kizárták |
| Olga Golovkina                                                                                                   | 5000 m          |           |           |           | 15:05,26 | 4.       | 10.      |          |          |          | 15:17,88       | 9.             |          |
| Jelena Nagovicina                                                                                                | 5000 m          |           |           |           | 15:02,80 | 6.       | 9.       |          |          |          | 15:21,38       | 13.            |          |
| Jelizaveta Grecsisnyikova                                                                                        | 10 000 m        |           |           |           |          |          |          |          |          |          | 32:11,32       | 19.            |          |
| Albina Majorova                                                                                                  | Maraton         |           |           |           |          |          |          |          |          |          | 2:25:38        | 9.             |          |
| Tatyjana Arhipova                                                                                                | Maraton         |           |           |           |          |          |          |          |          |          | 2:23:29        |                |          |
| Lilija Sobuhova                                                                                                  | Maraton         |           |           |           |          |          |          |          |          |          | nem ért céllba | nem ért céllba |          |
| Tatyjana Gyektyarjova                                                                                            | 100 m gát       |           |           |           | 12,87    | 2.       | 10.      | 12,75    | 4.       | 8.       | kiesett        | kiesett        |          |
| Jekatyerina Galickaja                                                                                            | 100 m gát       |           |           |           | 12,89    | 3.       | 11.      | 12,90    | 5.       | 14.      | kiesett        | kiesett        |          |
| Julija Kondakova                                                                                                 | 100 m gát       |           |           |           | 13,10    | 4.       | 20.*     | 13,13    | 6.       | 19.      | kiesett        | kiesett        |          |
| Natalja Antyuh                                                                                                   | 400 m gát       |           |           |           | 53,90    | 1.       | 1.       | 53,33    | 1.       | 1.       | kizárták       | kizárták       |          |
| Jelena Csurakova                                                                                                 | 400 m gát       |           |           |           | 55,26    | 4.       | 13.      | 55,70    | 5.       | 13.      | kiesett        | kiesett        |          |
| Irina Davidova                                                                                                   | 400 m gát       |           |           |           | 55,55    | 3.       | 21.      | 55,86    | 5.       | 16.      | kiesett        | kiesett        |          |
| Olga Belkina Alekszandra Fedoriva Natalja Ruszakova Jelizaveta Szavlinyisz                                       | 4 × 100 m váltó |           |           |           | 43,24    | 6.       | 12.      |          |          |          | kiesett        | kiesett        |          |
| Tatyjana Firova Julija Guscsina Anasztaszija Kapacsinszkaja Antonyina Krivosapka Natalja Nazarova Natalja Antyuh | 4 × 400 m váltó |           |           |           | 3:23,11  | 2.       | 2.       |          |          |          | 3:20,23        |                |          |
| Olga Kanyiszkina                                                                                                 | 20 km gyaloglás |           |           |           |          |          |          |          |          |          | kizárták       | kizárták       | kizárták |
| Anyiszja Kirgyapkina                                                                                             | 20 km gyaloglás |           |           |           |          |          |          |          |          |          | 1:26:26        | 5.             |          |
| Jelena Lasmanova                                                                                                 | 20 km gyaloglás |           |           |           |          |          |          |          |          |          | 1:25:02        |                |          |

| Versenyző               | Versenyszám   | Selejtező                | Selejtező                | Döntő    | Döntő    |
| Versenyző               | Versenyszám   | Eredmény                 | Helyezés                 | Eredmény | Helyezés |
| ----------------------- | ------------- | ------------------------ | ------------------------ | -------- | -------- |
| Szvetlana Feofanova     | Rúdugrás      | érvényes kísérlet nélkül | érvényes kísérlet nélkül | kiesett  | kiesett  |
| Jelena Iszinbajeva      | Rúdugrás      | 455 cm                   | 1.                       | 470 cm   |          |
| Anasztaszija Szavcsenko | Rúdugrás      | 425 cm                   | 26.***                   | kiesett  | kiesett  |
| Ljudmila Kolcsanova     | Távolugrás    | 657 cm                   | 8.                       | 676 cm   | 6.       |
| Anna Nazarova           | Távolugrás    | 662 cm                   | 7.                       | 677 cm   | 5.       |
| Jelena Szokolova        | Távolugrás    | 671 cm                   | 4.                       | 707 cm   |          |
| Anna Csicserova         | Magasugrás    | 193 cm                   | 2.                       | 205 cm   |          |
| Irina Gorgyejeva        | Magasugrás    | 193 cm                   | 10.                      | 193 cm   | 10.      |
| Szvetlana Skolina       | Magasugrás    | 193 cm                   | 2.                       | 203 cm   | kizárva  |
| Tatyjana Lebegyeva      | Hármasugrás   | 14,30 m                  | 8.                       | 14,11 m  | 10.      |
| Viktorija Valjukevics   | Hármasugrás   | 14,19 m                  | 11.                      | 14,24 m  | 8.       |
| Marija Beszpalova       | Kalapácsvetés | 73,56 m                  | 7.                       | 71,13 m  | 11.      |
| Gulfija Hanafejeva      | Kalapácsvetés | 69,43 m                  | 16.                      | kiesett  | kiesett  |
| Tatyjana Liszenko       | Kalapácsvetés | 74,43 m                  | 4.                       | 78,18 m  |          |
| Marija Abakumova        | Gerelyhajítás | 63,25 m                  | 7.                       | 59,34 m  | 10.      |
| Vera Ganyejeva          | Diszkoszvetés | 59,90 m                  | 23.                      | kiesett  | kiesett  |
| Darja Piscsalnyikova    | Diszkoszvetés | kizárva                  | kizárva                  | kizárva  | kizárva  |
| Szvetlana Szajkina      | Diszkoszvetés | 60,67 m                  | 17.                      | kiesett  | kiesett  |
| Irina Taraszova         | Súlylökés     | 18,76 m                  | 7.                       | 19,00 m  | 8.       |

| Versenyző             | Versenyszám | 100 m gát | 100 m gát | Magasugrás | Magasugrás | Súlylökés | Súlylökés | 200 m | 200 m | Távolugrás | Távolugrás | Gerelyhajítás | Gerelyhajítás | 800 m   | 800 m | Végeredmény | Végeredmény |
| Versenyző             | Versenyszám | Idő       | Pont      | Eredmény   | Pont       | Eredmény  | Pont      | Idő   | Pont  | Eredmény   | Pont       | Eredmény      | Pont          | Idő     | Pont  | Pont        | Helyezés    |
| --------------------- | ----------- | --------- | --------- | ---------- | ---------- | --------- | --------- | ----- | ----- | ---------- | ---------- | ------------- | ------------- | ------- | ----- | ----------- | ----------- |
| Tatyjana Csernova     | Hétpróba    | 13,48     | 1053      | 180 cm     | 978        | 14,17 m   | 805       | 23,67 | 1013  | 654 cm     | 1020       | 46,29 m       | 788           | 2:09,56 | 971   | 6628        |             |
| Olga Kurban           | Hétpróba    | 13,56     | 1041      | 180 cm     | 978        | 13,71 m   | 775       | 23,88 | 992   | 583 cm     | 798        | 40,36 m       | 674           | 2:19,82 | 826   | 6084        | 20.         |
| Krisztyina Szavickaja | Hétpróba    | 13,37     | 1069      | 183 cm     | 1016       | 14,77 m   | 845       | 24,46 | 937   | 621 cm     | 915        | 43,70 m       | 738           | 2:12,27 | 932   | 6452        | 8.          |

* - egy másik versenyzővel azonos eredményt ért el

** - két másik versenyzővel azonos eredményt ért el

*** - három másik versenyzővel azonos eredményt ért el

***** - öt másik versenyzővel azonos eredményt ért el

## Birkózás

### Férfi
Kötöttfogású
| Versenyző          | Versenyszám | Selejtező                              | Nyolcaddöntő                          | Negyeddöntő                             | Elődöntő                              | Vigaszág első kör              | Vigaszág elődöntő                       | Bronz- mérkőzés               | Döntő                                 | Helyezés |
| Versenyző          | Versenyszám | Ellenfél Eredmény                      | Ellenfél Eredmény                     | Ellenfél Eredmény                       | Ellenfél Eredmény                     | Ellenfél Eredmény              | Ellenfél Eredmény                       | Ellenfél Eredmény             | Ellenfél Eredmény                     | Helyezés |
| ------------------ | ----------- | -------------------------------------- | ------------------------------------- | --------------------------------------- | ------------------------------------- | ------------------------------ | --------------------------------------- | ----------------------------- | ------------------------------------- | -------- |
| Mingijan Szemjonov | 55 kg       | Rövşən Bayramov (AZE) · 0–1, 0–1       |                                       |                                         |                                       | Spenser Mango (USA) · 2–0, 1–0 | Li Su-csin (CHN) · 2–0, 1–0             | Cshö Kjudzsin (KOR) · 3–1,1–0 |                                       |          |
| Zaur Kuramagomedov | 60 kg       | erőnyerő                               | Tarek Aziz Benaissza (ALG) · 1–0, 1–0 | Revaz Lashki (GEO) · 0–1, 0–2           |                                       |                                | Sayed Abdel Monem (EGY) · 1–4, 4–0, 2–0 | Həsən Əliyev (AZE) · 2–0,3–0  |                                       |          |
| Roman Vlaszov      | 74 kg       | erőnyerő                               | Mark Madsen (DEN) · 0–2, 3–0,2–0      | Christophe Guénot (FRA) · 2–0, 0–2, 1–0 | Aleksandr Kazakevič (LTU) · 3–0,1–0   |                                |                                         |                               | Arszen Dzsulfalakjan (ARM) · 1–0, 1–0 |          |
| Alan Hugajev       | 84 kg       | erőnyerő                               | Alim Szelimav (BLR) · 1–0,1–0         | Danyijal Gadzsijev (KAZ) · 1–0, 3–0     | Vladimer Gegeshidze (GEO) · 3–1,3–0   |                                |                                         |                               | Karam Gáber Ibráhím (EGY) · 1–0,2–0   |          |
| Rusztam Totrov     | 96 kg       | erőnyerő                               | Şalva Qadabadze (AZE) · 0–3, 1–0,2–0  | Jimmy Lidberg (SWE) · 1–0, 3–0          | Cimafej Dzejnyicsenka (BLR) · 3–1,3–0 |                                |                                         |                               | Gászem Rezái (IRI) · 0–1, 0–2         |          |
| Haszan Barojev     | 120 kg      | Jurij Patrikejev (ARM) · 1-0, 0-3, 0-1 | kiesett                               | kiesett                                 | kiesett                               |                                |                                         |                               |                                       | 17.      |

Szabadfogású
| Versenyző             | Versenyszám | Selejtező                             | Nyolcaddöntő                          | Negyeddöntő                                      | Elődöntő                               | Vigaszág első kör | Vigaszág elődöntő | Bronz- mérkőzés                       | Döntő                                    | Helyezés |
| Versenyző             | Versenyszám | Ellenfél Eredmény                     | Ellenfél Eredmény                     | Ellenfél Eredmény                                | Ellenfél Eredmény                      | Ellenfél Eredmény | Ellenfél Eredmény | Ellenfél Eredmény                     | Ellenfél Eredmény                        | Helyezés |
| --------------------- | ----------- | ------------------------------------- | ------------------------------------- | ------------------------------------------------ | -------------------------------------- | ----------------- | ----------------- | ------------------------------------- | ---------------------------------------- | -------- |
| Dzsamal Otarszultanov | 55 kg       | erőnyerő                              | Naatele Shilimela (NAM) · 3–0,7–0     | Jang Kjongil (PRK) · 3–1, 3–1                    | Daulet Nyijazbekov (KAZ) · 3–2,3–0     |                   |                   |                                       | Vladimer Khinchegashvili (GEO) · 1–0,4–3 |          |
| Beszik Kuduhov        | 60 kg       | Franklin Gómez (PUR) · 2–2, 1–0,1–0   | Jogesvar Datt (IND) · 1–0,2–0         | Masoud Esmaeilpoor (IRI) · 4–0, 0–1, 1–0         | Ri Jong-Myong (PRK) · 2–0,3–0          |                   |                   |                                       | Toğrul Əsgərov (AZE) · 0–1, 0–5          |          |
| Alan Gogajev          | 66 kg       | Zalimhan Juszupov (TJK) · 0–1, 0–1    | kiesett                               | kiesett                                          | kiesett                                |                   |                   |                                       |                                          | 17.      |
| Gyenyisz Cargus       | 74 kg       | erőnyerő                              | Əşrəf Əliyev (AZE) · 0–1, 1–0, 1–0    | Davit Khutsishvili (GEO) · 4–0, 1–0              | Jordan Borroughs (USA) · 1–3, 2–0, 1–2 |                   |                   | Matt Gentry (CAN) · 1–0,2–0           |                                          |          |
| Anzor Urisev          | 96 kg       | erőnyerő                              | Ibrahim Aldatov (UKR) · 3–0, 0–1, 4–1 | Ehsan Naser Lashgari (IRI) · 0–3, 1–3            | kiesett                                |                   |                   |                                       |                                          | 8.       |
| Abduszalam Gagyiszov  | 84 kg       | Tajmuraz Tigijev (KAZ) · 1–1, 1–0     | Reza Jazdáni (IRI) · 3–0, 0–3, 1–3    | kiesett                                          | kiesett                                |                   |                   |                                       |                                          | 9.       |
| Biljal Mahov          | 120 kg      | Camaləddin Maqomedov (AZE) · 1–0, 4–0 | Taha Akgül (TUR) · 1–0, 3–0           | Dzsargalszajhani Csulúnbat (MGL) · 0–6, 2–1, 1–0 | Davit Modzmanashvili (GEO) · 0–1, 1–1  |                   |                   | Daulet Sabanbaj (KAZ) · 5–0, 0–3, 3–0 |                                          |          |

### Női
Szabadfogású
| Versenyző          | Versenyszám | Selejtező                        | Nyolcaddöntő                           | Negyeddöntő                          | Elődöntő                              | Vigaszág első kör | Vigaszág elődöntő | Bronz- mérkőzés                      | Döntő                       | Helyezés |
| Versenyző          | Versenyszám | Ellenfél Eredmény                | Ellenfél Eredmény                      | Ellenfél Eredmény                    | Ellenfél Eredmény                     | Ellenfél Eredmény | Ellenfél Eredmény | Ellenfél Eredmény                    | Ellenfél Eredmény           | Helyezés |
| ------------------ | ----------- | -------------------------------- | -------------------------------------- | ------------------------------------ | ------------------------------------- | ----------------- | ----------------- | ------------------------------------ | --------------------------- | -------- |
| Valerija Zsolobova | 55 kg       | Marica Andrades (VEN) · 6–0, 2–0 | Joice Silva (BRA) · 0–2, 1–0, 1–0      | Sofia Mattsson (SWE) · 0–1, 1–1, 3–3 | Josida Szaori (JPN) · 0–1, 0–2        |                   |                   | Yuliya Ratkeviç (AZE) · 0–6, 1–2     |                             | 5.       |
| Ljubov Voloszova   | 63 kg       | Maria Dunn (GUM) · 5–0           | Katerina Vidiaux (CUB) · 2–1, 3–2      | Julija Osztapcsuk (UKR) · 1–0, 2–1   | Csing Rui-hszüe (CHN) · 3–2, 0–1, 0–1 |                   |                   | Monika Michalik (POL) · 0–1, 3–1,1–0 |                             |          |
| Natalja Vorobjova  | 72 kg       | erőnyerő                         | Katerina Burmisztrova (UKR) · 1–0, 2–0 | Gjuzel Manyurova (KAZ) · 5–0         | Vang Csiao (CHN) · 5–0                |                   |                   |                                      | Sztanka Zlateva (BUL) · 5–0 |          |

## Cselgáncs
Férfi
| Versenyző           | Versenyszám  | Selejtező         | 32-es főtábla                            | Nyolcaddöntő                                  | Negyeddöntő                                      | Elődöntő                                     | Vigaszág elődöntő | Bronz- mérkőzés                                | Döntő                                       | Helyezés |
| Versenyző           | Versenyszám  | Ellenfél Eredmény | Ellenfél Eredmény                        | Ellenfél Eredmény                             | Ellenfél Eredmény                                | Ellenfél Eredmény                            | Ellenfél Eredmény | Ellenfél Eredmény                              | Ellenfél Eredmény                           | Helyezés |
| ------------------- | ------------ | ----------------- | ---------------------------------------- | --------------------------------------------- | ------------------------------------------------ | -------------------------------------------- | ----------------- | ---------------------------------------------- | ------------------------------------------- | -------- |
| Arszen Galsztyan    | Légsúly      | erőnyerő          | Zakari Gourouza (NIG) · 101(0)–000(0)    | Yann Siccardi (MON) · 100(0)–000(0)           | Cshö Kvanghjon (KOR) · 000(1)–000(1) (bírói)     | Rishod Sobirov (UZB) · 001(1)–000(0)         |                   |                                                | Hiraoka Hiroaki (JPN) · 100(0)–000(0)       |          |
| Musza Moguskov      | Harmatsúly   | erőnyerő          | Tərlan Kərimov (AZE) · 001(1)–002(1)     | kiesett                                       | kiesett                                          | kiesett                                      |                   |                                                |                                             | 17.      |
| Manszur Iszajev     | Könnyűsúly   | erőnyerő          | Kiyoshi Uernatsu (ESP) · 001(1)-000(2)   | Rüstəm Orucov (AZE) · 100(1)–000(0)           | Szajndzsargalin Njam-Ocsir (MGL) · 100(0)–000(1) | Vang Gicshun (KOR) · 001(1)–000(2)           |                   |                                                | Nakaja Riki (JPN) · 001(1)–000(1)           |          |
| Ivan Nyifontov      | Váltósúly    | erőnyerő          | Reginald de Windt (IOP) · 100(0)-000(4)  | Joachim Bottieau (BEL) · 010(1)–000(1)        | Antoine Valois-Fortier (CAN) · 010(0)–000(0)     | Kim Dzsebom (KOR) · 000(1)–010(0)            |                   | Nakai Takahiro (JPN) · 020(1)–000(0)           |                                             |          |
| Kirill Gyenyiszov   | Középsúly    |                   | Ivan Remarenco (MDA) · 100(0)-000(1)     | Winston Gordon (GBR) · 001(0)–000(0)          | Ilíasz Iliádisz (GRE) · 002(0)–000(0)            | Asley González (CUB) · 000(1)–100(0)         |                   | Nisijama Maszasi (JPN) · 000(1)–000(0) (bírói) |                                             | 5.       |
| Tagir Hajbulajev    | Félnehézsúly |                   | Elco van der Geest (BEL) · 100(0)–000(0) | Javhen Bjadulin (BLR) · 011(1)–000(3)         | Lukáš Krpálek (CZE) · 100(0)–001(1)              | Dimitri Peters (GER) · 000(0)–000(1) (bírói) |                   |                                                | Najdangín Tüvsinbajar (MGL) · 100(0)–000(0) |          |
| Alekszandr Mihajlin | Nehézsúly    |                   | Cédric Mandembo (COD) · 101(0)–000(0)    | Christopher Sherrington (GBR) · 001(1)–000(1) | Rafael Silva (BRA) · 000(1)–000(1) (bírói)       | Andreas Tölzer (GER) · 001(1)–000(2)         |                   |                                                | Teddy Riner (FRA) · 000(3)–010(1)           |          |

Női
| Versenyző            | Versenyszám  | 32-es főtábla                        | Nyolcaddöntő                             | Negyeddöntő                        | Elődöntő          | Vigaszág elődöntő                       | Bronz- mérkőzés   | Döntő             | Helyezés |
| Versenyző            | Versenyszám  | Ellenfél Eredmény                    | Ellenfél Eredmény                        | Ellenfél Eredmény                  | Ellenfél Eredmény | Ellenfél Eredmény                       | Ellenfél Eredmény | Ellenfél Eredmény | Helyezés |
| -------------------- | ------------ | ------------------------------------ | ---------------------------------------- | ---------------------------------- | ----------------- | --------------------------------------- | ----------------- | ----------------- | -------- |
| Natalja Kondratyjeva | Légsúly      | Dayaris Mestre (CUB) · 000(0)–010(1) | kiesett                                  | kiesett                            | kiesett           |                                         |                   |                   | 17.      |
| Natalja Kuzjutyina   | Harmatsúly   | Romy Tarangul (GER) · 000(0)–001(1)  | kiesett                                  | kiesett                            | kiesett           |                                         |                   |                   | 17.      |
| Irina Zablugyina     | Könnyűsúly   | erőnyerő                             | Yurisleidy Lupetey (CUB) · 100(0)-000(1) | Marti Malloy (USA) · 001(1)–001(2) |                   | Karakas Hedvig (HUN) · 000(0)–001(1)    | kiesett           |                   | 7.       |
| Vera Moszkaljuk      | Félnehézsúly | erőnyerő                             | Kayla Harrison (USA) · 000(0)–100(0)     | kiesett                            | kiesett           |                                         |                   |                   | 9.       |
| Jelena Ivascsenko    | Nehézsúly    | erőnyerő                             | Melissa Mojica (PUR) · 101(0)-000(0)     | Idalys Ortíz (CUB) · 000(2)–001(1) |                   | Irina Kindzerszka (UKR) · 000(2)–001(0) | kiesett           |                   | 7.       |

## Evezés
Férfi
| Versenyző                                                                 | Versenyszám   | Előfutam | Előfutam | Vigaszág | Vigaszág | Elődöntő | Elődöntő | Elődöntő | Döntő | Döntő   | Döntő | Helyezés |
| Versenyző                                                                 | Versenyszám   | Idő      | Hely.    | Idő      | Hely.    | Típus    | Idő      | Hely.    | Típus | Idő     | Hely. | Helyezés |
| ------------------------------------------------------------------------- | ------------- | -------- | -------- | -------- | -------- | -------- | -------- | -------- | ----- | ------- | ----- | -------- |
| Szergej Fedorovcev Nyikita Morgacsov Vlagyiszlav Rjabcev Alekszej Szvirin | Négypárevezős | 5:42,26  | 1.       |          |          | A/B      | 6:13,61  | 5.       | B     | 5:59,17 | 2.    | 8.       |

Női
| Versenyző     | Versenyszám  | Előfutam | Előfutam | Vigaszág | Vigaszág | Negyeddöntő | Negyeddöntő | Elődöntő | Elődöntő | Elődöntő | Döntő | Döntő   | Döntő | Helyezés |
| Versenyző     | Versenyszám  | Idő      | Hely.    | Idő      | Hely.    | Idő         | Hely.       | Típus    | Idő      | Hely.    | Típus | Idő     | Hely. | Helyezés |
| ------------- | ------------ | -------- | -------- | -------- | -------- | ----------- | ----------- | -------- | -------- | -------- | ----- | ------- | ----- | -------- |
| Julija Levina | Egypárevezős | 7:32,06  | 2.       |          |          | 7:41,28     | 2.          | A/B      | 7:48,95  | 4.       | B     | 7:49,22 | 3.    | 9.       |

## Íjászat
Női
| Versenyző                                                | Versenyszám | Selejtező | Selejtező | 64-es főtábla                          | 32-es főtábla                     | Nyolcaddöntő                                                                          | Negyeddöntő                                                                                    | Elődöntő                                                       | Döntő                                                                                   | Helyezés |
| Versenyző                                                | Versenyszám | Pont      | Kiemelt   | Ellenfél Eredmény                      | Ellenfél Eredmény                 | Ellenfél Eredmény                                                                     | Ellenfél Eredmény                                                                              | Ellenfél Eredmény                                              | Ellenfél Eredmény                                                                       | Helyezés |
| -------------------------------------------------------- | ----------- | --------- | --------- | -------------------------------------- | --------------------------------- | ------------------------------------------------------------------------------------- | ---------------------------------------------------------------------------------------------- | -------------------------------------------------------------- | --------------------------------------------------------------------------------------- | -------- |
| Inna Sztyepanova                                         | Egyéni      | 653       | 17.       | Rachelle Anne Cabral (PHI) (48.) · 7–1 | Hajakava Ren (JPN) (16.) · 3–7    | kiesett                                                                               | kiesett                                                                                        | kiesett                                                        | kiesett                                                                                 | 17.      |
| Kszenyija Perova                                         | Egyéni      | 659       | 9.        | Nada Kamel (EGY) (56.) · 6–0           | Natalia Valeeva (ITA) (24.) · 6–2 | Ika Yuliana Rochmawati (INA) (40.) · 6–5                                              | Ki Bobe (KOR) (1.) · 4–6                                                                       | kiesett                                                        | kiesett                                                                                 | 5.       |
| Krisztyina Tyimofejeva                                   | Egyéni      | 650       | 23.       | Naomi Folkard (GBR) (42.) · 4–6        | kiesett                           | kiesett                                                                               | kiesett                                                                                        | kiesett                                                        | kiesett                                                                                 | 33.      |
| Inna Sztyepanova Kszenyija Perova Krisztyina Tyimofejeva | Csapat      | 1962      | 6.        |                                        |                                   | Nagy-Britannia (GBR) · Naomi Folkard · Amy Oliver · Alison Williamson (11.) · 215–208 | Tajvan (TPE) · Tan Ya-Ting · Le Chien-Ying · Lin Csia-en (Lin Jia-En) (3.) · 216 (28)–216 (26) | Kína (CHN) · Cheng Ming · Fang Yuting · Xu Jing (7.) · 207–208 | Bronzmérkőzés · Japán (JPN) · Kavanaka Kaori · Kanie Miki · Hajakava Ren (5.) · 207–209 | 4.       |

## Kajak-kenu

### Síkvízi
Férfi
| Versenyző                                                  | Versenyszám         | Előfutam | Előfutam | Előfutam | Elődöntő | Elődöntő | Elődöntő | Döntő   | Döntő    | Döntő    | Helyezés |
| Versenyző                                                  | Versenyszám         | Idő      | Hely.    | Össz.    | Idő      | Hely.    | Össz.    | Típus   | Idő      | Helyezés | Helyezés |
| ---------------------------------------------------------- | ------------------- | -------- | -------- | -------- | -------- | -------- | -------- | ------- | -------- | -------- | -------- |
| Jevgenyij Szalahov                                         | Kajak egyes 200 m   | 35,652   | 4.       | 7.       | 36,312   | 4.       | 8.       | A       | 36,825   | 5.       | 5.       |
| Pavel Nyikolajev                                           | Kajak egyes 1000 m  | 3:35,466 | 6.       | 13       | kiesett  | kiesett  | kiesett  | kiesett | kiesett  | kiesett  | kiesett  |
| Jurij Posztrigaj Alekszandr Gyjacsenko                     | Kajak kettes 200 m  | 32,321   | 1.       | 1.       | 32,051   | 1.       | 1.       | A       | 33,507   | 6.       |          |
| Ilja Medvegyev Anton Rjahov                                | Kajak kettes 1000 m | 3:21,086 | 6.       | 9.       | 3:12,901 | 2.       | 2.       | A       | 3:12,047 | 6.       | 6.       |
| Ilja Medvegyev Anton Vasziljev Anton Rjahov Oleg Zsesztkov | Kajak négyes 1000 m | 3:04,781 | 4.       | 6.       | 2:54,303 | 4.       | 4.       | A       | 2:57,375 | 7.       | 7.       |
| Ivan Stil                                                  | Kenu egyes 200 m    | 41,378   | 1.       | 6.       | 40,346   | 1.       | 1.       | A       | 42,853   | 2.       |          |
| Ilja Stokalov                                              | Kenu egyes 1000 m   | 4:04,109 | 3.       | 7.       | 3:53,305 | 3.       | 7.       | A       | 3:51,535 | 8.       | 8.       |
| Alekszej Korovaskov Ilja Pervuhin                          | Kenu kettes 1000 m  | 3:37,538 | 2.       | 2.       | 3:36,456 | 1.       | 1.       | A       | 3:36,414 | 3.       |          |

Női
| Versenyző                                                             | Versenyszám        | Előfutam | Előfutam | Előfutam | Elődöntő | Elődöntő | Elődöntő | Döntő   | Döntő    | Döntő    | Helyezés |
| Versenyző                                                             | Versenyszám        | Idő      | Hely.    | Össz.    | Idő      | Hely.    | Össz.    | Típus   | Idő      | Helyezés | Helyezés |
| --------------------------------------------------------------------- | ------------------ | -------- | -------- | -------- | -------- | -------- | -------- | ------- | -------- | -------- | -------- |
| Natalija Lobova                                                       | Kajak egyes 200 m  | 42,447   | 3.       | 9.       | 41,413   | 1.       | 4.       | A       | 45,961   | 6.       | 6.       |
| Juliana Szalahova                                                     | Kajak egyes 500 m  | 1:56,621 | 4.       | 18.      | 1:57,761 | 7.       | 19.      | kiesett | kiesett  | kiesett  | kiesett  |
| Natalija Lobova Vera Szobetova                                        | Kajak kettes 500 m | 1:45,710 | 2.       | 10.      | 1:44,660 | 6.       | 12.      | B       | 1:52,277 | 7.       | 15.      |
| Juliana Szalahova Vera Szobetova Julija Kacsalova Natalja Podolszkaja | Kajak négyes 500 m | 1:33,680 | 4.       | 4.       | 1:31,824 | 3.       | 3.       | A       | 1:33,459 | 7.       | 7.       |

### Szlalom
| Alekszandr Lipatov                | Férfi kenu egyes  | 96,13  | 8.  | 95,51  | 6.  | 95,51  | 10. | 109,49 | 12. | kiesett | kiesett |         |         |
| Mihail Kuznyecov Dmitrij Larionov | Férfi kenu kettes | 112,36 | 11. | 155,59 | 13. | 112,36 | 14. | 109,04 | 2.  | kiesett | kiesett | kiesett | kiesett |
| Marta Haritonova                  | Női kajak egyes   | 108,85 | 9.  | 109,77 | 12. | 108,85 | 13. | 111,44 | 6.  | 120,91  | 9.      |         |         |

## Kerékpározás

### Hegyi-kerékpározás
| Versenyző           | Versenyszám | Idő     | Helyezés |
| ------------------- | ----------- | ------- | -------- |
| Jevgenyij Pecsenyin | Férfi       | 1:41,40 | 37.      |
| Irina Kalentyjeva   | Női         | 1:32,33 | 4.       |

### Országúti kerékpározás
Férfi
| Versenyző            | Versenyszám   | Idő      | Helyezés |
| -------------------- | ------------- | -------- | -------- |
| Gyenyisz Menysov     | Időfutam      | 54:59,26 | 20.      |
| Gyenyisz Menysov     | Mezőnyverseny | 5:46:51  | 97.      |
| Vlagyimir Iszajcsev  | Mezőnyverseny | 5:46:37  | 51.      |
| Alekszandr Kolobnyev | Mezőnyverseny | 5:46:05  | 23.      |

Női
| Versenyző          | Versenyszám   | Idő      | Helyezés |
| ------------------ | ------------- | -------- | -------- |
| Tatyjana Antosina  | Időfutam      | 40:12,49 | 12.      |
| Tatyjana Antosina  | Mezőnyverseny | 3:35:56  | 25.      |
| Larisza Pankova    | Mezőnyverseny | 3:37:22  | 38.      |
| Olga Zabelinszkaja | Mezőnyverseny | 3:35:31  |          |
| Olga Zabelinszkaja | Időfutam      | 37:57,35 |          |

### Pálya-kerékpározás
Sprintversenyek
| Versenyző                                            | Versenyszám  | Selejtező | Selejtező | 1. forduló                        | Vigaszág                                              | Vigaszág | 2. forduló                            | Vigaszág               | Vigaszág | 9–12. helyért          | 9–12. helyért | Negyeddöntő                                                                    | 5–8. helyért                                                                          | 5–8. helyért | Elődöntő             | Döntő                | Helyezés |
| Versenyző                                            | Versenyszám  | Idő       | Hely.     | Ellenfél Győztes idő              | Ellenfelek Győztes idő                                | Hely.    | Ellenfél Győztes idő                  | Ellenfelek Győztes idő | Hely.    | Ellenfelek Győztes idő | Hely.         | Ellenfél Győztes idő                                                           | Ellenfelek Győztes idő                                                                | Hely.        | Ellenfél Győztes idő | Ellenfél Győztes idő | Helyezés |
| ---------------------------------------------------- | ------------ | --------- | --------- | --------------------------------- | ----------------------------------------------------- | -------- | ------------------------------------- | ---------------------- | -------- | ---------------------- | ------------- | ------------------------------------------------------------------------------ | ------------------------------------------------------------------------------------- | ------------ | -------------------- | -------------------- | -------- |
| Gyenyisz Dmitrijev                                   | Férfi egyéni | 10,088    | 6.        | Damian Zielinski (POL) · 10,690   |                                                       |          | Mohd Azizulhasni Awang (MAS) · 10,278 |                        |          |                        |               | Njisane Philip (TRI) · 10,545; 10,300                                          | Mohd Azizulhasni Awang (MAS) · Robert Förstemann (GER) · Jimmy Watkins (USA) · 10,340 | 1.           |                      |                      | 5.       |
| Jekatyerina Gnyigyenko                               | Női egyéni   | 11,649    | 18.       | Victoria Pendleton (GBR) · 11,775 | Juliana Gaviria (COL) · Natasha Hansen (NZL) · 11,882 | 3.       | kiesett                               | kiesett                | kiesett  | kiesett                | kiesett       | kiesett                                                                        | kiesett                                                                               | kiesett      | kiesett              | kiesett              | 17.      |
| Szergej Boriszov Gyenyisz Dmitrijev Szergej Kucserov | Férfi csapat | 43,681    | 4.        |                                   |                                                       |          |                                       |                        |          |                        |               | Németország (GER) · René Enders · Robert Förstemann · Maximilian Levy · 43,909 | kiesett                                                                               | kiesett      | kiesett              | kiesett              | 7.       |

Üldözőversenyek
| Versenyző                                                          | Versenyszám  | Selejtező | Selejtező | Elődöntő                                                                                  | Elődöntő  | Elődöntő | Döntő                                                                                            | Döntő     | Döntő    |
| Versenyző                                                          | Versenyszám  | Idő       | Hely.     | Ellenfél Idő                                                                              | Saját idő | Hely.    | Ellenfél Idő                                                                                     | Saját idő | Helyezés |
| ------------------------------------------------------------------ | ------------ | --------- | --------- | ----------------------------------------------------------------------------------------- | --------- | -------- | ------------------------------------------------------------------------------------------------ | --------- | -------- |
| Jevgenyij Kovaljov Ivan Kovaljov Alekszej Markov Alekszandr Szerov | Férfi csapat | 3:59,264  | 5.        | Hollandia (NED) · Levi Heimans · Jenning Huizenga · Wim Stroetinga · Tim Veldt · 4:04,029 | 3:57,237  | 4.       | Bronzmérkőzés · Új-Zéland (NZL) · Sam Bewley · Marc Ryan · Jesse Sergent · Aaron Gate · 3:55,952 | 3:58,282  | 4.       |

Keirin
| Versenyző              | Versenyszám | 1. forduló | Vigaszág | 2. forduló | Döntő    | Helyezés |
| Versenyző              | Versenyszám | Helyezés   | Helyezés | Helyezés   | Helyezés | Helyezés |
| ---------------------- | ----------- | ---------- | -------- | ---------- | -------- | -------- |
| Szergej Boriszov       | Férfi       | 5.         | 5.       | kiesett    | kiesett  | kiesett  |
| Jekatyerina Gnyigyenko | Női         | 2.         |          | 4.         | 2.       | 8.       |

- Az egyéni sprint és keirin versenyeinek résztvevőit az adott csapatversenyen indulók közül választották ki.

Omnium
| Versenyző            | Versenyszám | 200 méter | 200 méter | 20 km-es pontverseny | 20 km-es pontverseny | Kieséses verseny | 3 km-es egyéni üldözőverseny | 3 km-es egyéni üldözőverseny | 10 km-es scratch | 10 km-es scratch | 500 m-es időfutam | 500 m-es időfutam | Összesítés | Összesítés |
| Versenyző            | Versenyszám | Idő       | Hely.     | Pont                 | Hely.                | Hely.            | Eredmény                     | Hely.                        | Lekörözés        | Hely.            | Idő               | Hely.             | Pont       | Helyezés   |
| -------------------- | ----------- | --------- | --------- | -------------------- | -------------------- | ---------------- | ---------------------------- | ---------------------------- | ---------------- | ---------------- | ----------------- | ----------------- | ---------- | ---------- |
| Jevgenyija Romanyuta | Női         | 14,909    | 15.       | 24                   | 6.                   | 4.               | 3:42,301                     | 10.                          | 0                | 10.              | 37,308            | 16.               | 61         | 10.        |

## Kézilabda

### Női
Játékoskeret
| Név                      | Születési idő       | Születési hely | Klub               |
| ------------------------ | ------------------- | -------------- | ------------------ |
| Irina Bliznova           | 1984. augusztus 11. | Krasznodar     | Zvezda Zvenyigorod |
| Ljudmila Bodnyijeva      | 1978. október 15.   | Eliszta        | RK Krim            |
| Olga Csernoivanyenko     | 1989. április 17.   | Szamara        | Lada Toljatti      |
| Jekatyerina Davigyenko   | 1989. március 7.    | Toljatti       | Lada Toljatti      |
| Tatyjana Hmirova         | 1990. február 6.    | Volgográd      | Gyinamo Volgográd  |
| Olga Levina              | 1985. március 4.    | Volgográd      | Gyinamo Volgográd  |
| Jekatyerina Marennyikova | 1982. április 29.   | Leningrád      | Lada Toljatti      |
| Nagyezsda Muravjova      | 1980. június 30.    | Brack          | Lada Toljatti      |
| Ljudmila Posztnova       | 1984. augusztus 11. | Jaroszlavl     | Zvezda Zvenyigorod |
| Natalja Sipilova         | 1979. december 31.  | Volgográd      | Lada Toljatti      |
| Anna Szedojkina          | 1984. augusztus 1.  | Volgográd      | Gyinamo Volgográd  |
| Marija Szidorova         | 1979. november 21.  | Balasiha       | Lada Toljatti      |
| Emilija Turej            | 1984. október 6.    | Asztrahán      | Rosztov-Don        |
| Viktorija Zsilinszkajtye | 1989. március 6.    | Uraj           | Lada Toljatti      |

#### Eredmények
Csoportkör
A csoport
|  | Bejutott a negyeddöntőbe |
|  | Kiesett                  |
|  | ------------------------ |

| Csapat               | M | Gy | D | V | G+  | G–  | Gk  | P |
| -------------------- | - | -- | - | - | --- | --- | --- | - |
| Brazília (BRA)       | 5 | 4  | 0 | 1 | 137 | 122 | +15 | 8 |
| Horvátország (CRO)   | 5 | 4  | 0 | 1 | 145 | 115 | +30 | 8 |
| Oroszország (RUS)    | 5 | 3  | 1 | 1 | 151 | 125 | +26 | 7 |
| Montenegró (MNE)     | 5 | 2  | 1 | 2 | 137 | 123 | +14 | 5 |
| Angola (ANG)         | 5 | 1  | 0 | 4 | 132 | 142 | −10 | 2 |
| Nagy-Britannia (GBR) | 5 | 0  | 0 | 5 | 91  | 166 | −75 | 0 |

| 2012. július 28. 9:30 (10:30) | Oroszország (RUS) | 30–27       | Angola (ANG) | Copper Box, London Nézőszám: 3604 Játékvezetők: Nacsevszki, Nikolov (MKD) |
| 2012. július 28. 9:30 (10:30) | Posztnova 5       | (16–11)     | Guialo 5     | Copper Box, London Nézőszám: 3604 Játékvezetők: Nacsevszki, Nikolov (MKD) |
| 2012. július 28. 9:30 (10:30) | 3× 3×             | Jegyzőkönyv | 4× 3×        | Copper Box, London Nézőszám: 3604 Játékvezetők: Nacsevszki, Nikolov (MKD) |

| 2012. július 30. 14:30 (15:30) | Nagy-Britannia (GBR) | 16–37       | Oroszország (RUS)        | Copper Box, London Nézőszám: 4596 Játékvezetők: C. Bonaventura, J. Bonaventura (FRA) |
| 2012. július 30. 14:30 (15:30) | Byl 5                | (8–17)      | Turej, Csernoivanyenko 5 | Copper Box, London Nézőszám: 4596 Játékvezetők: C. Bonaventura, J. Bonaventura (FRA) |
| 2012. július 30. 14:30 (15:30) | 1× 3×                | Jegyzőkönyv | 4× 2×                    | Copper Box, London Nézőszám: 4596 Játékvezetők: C. Bonaventura, J. Bonaventura (FRA) |

| 2012. augusztus 1. 21:15 (22:15) | Oroszország (RUS) | 28–30       | Horvátország (CRO) | Copper Box, London Nézőszám: 4098 Játékvezetők: Marina, Minore (ARG) |
| 2012. augusztus 1. 21:15 (22:15) | Turej 6           | (15–15)     | Penezić 10         | Copper Box, London Nézőszám: 4098 Játékvezetők: Marina, Minore (ARG) |
| 2012. augusztus 1. 21:15 (22:15) | 5× 3×             | Jegyzőkönyv | 6× 3×              | Copper Box, London Nézőszám: 4098 Játékvezetők: Marina, Minore (ARG) |

| 2012. augusztus 3. 16:15 (17:15) | Oroszország (RUS) | 31–27       | Brazília (BRA) | Copper Box, London Nézőszám: 4741 Játékvezetők: Lazaar, Reveret (FRA) |
| 2012. augusztus 3. 16:15 (17:15) | Turej 7           | (15–14)     | Nascimento 9   | Copper Box, London Nézőszám: 4741 Játékvezetők: Lazaar, Reveret (FRA) |
| 2012. augusztus 3. 16:15 (17:15) | 7× 3×             | Jegyzőkönyv | 2× 2×          | Copper Box, London Nézőszám: 4741 Játékvezetők: Lazaar, Reveret (FRA) |

| 2012. augusztus 5. 14:30 (15:30) | Montenegró (MNE) | 25–25       | Oroszország (RUS) | Copper Box, London Nézőszám: 4444 Játékvezetők: Abrahamsen, Kristiansen (NOR) |
| 2012. augusztus 5. 14:30 (15:30) | K. Bulatović 7   | (15–16)     | három játékos 4   | Copper Box, London Nézőszám: 4444 Játékvezetők: Abrahamsen, Kristiansen (NOR) |
| 2012. augusztus 5. 14:30 (15:30) | 6× 2×            | Jegyzőkönyv | 8× 2× 1×          | Copper Box, London Nézőszám: 4444 Játékvezetők: Abrahamsen, Kristiansen (NOR) |

Negyeddöntő
| 2012. augusztus 7. 17:00 (18:00) | Oroszország (RUS)   | 23–24       | Dél-Korea (KOR) | Copper Box, London Nézőszám: 4299 Játékvezetők: Lopéz, Sabroso (ESP) |
| 2012. augusztus 7. 17:00 (18:00) | Posztnova, Levina 5 | (11–14)     | Kvon Hanna 6    | Copper Box, London Nézőszám: 4299 Játékvezetők: Lopéz, Sabroso (ESP) |
| 2012. augusztus 7. 17:00 (18:00) | 2× 4×               | Jegyzőkönyv | 5× 3×           | Copper Box, London Nézőszám: 4299 Játékvezetők: Lopéz, Sabroso (ESP) |

| Csapat            | Helyezés |
| ----------------- | -------- |
| Oroszország (RUS) | 9.       |

## Kosárlabda

### Férfi
| Orosz férfi kosárlabdacsapat-játékoskeret                                                                    | Orosz férfi kosárlabdacsapat-játékoskeret                                                                  |
| --- | --- |
| - Szemjon Antonov - Vitalij Fridzon - Viktor Hrjapa - Dmitrij Hvosztov - Szergej Karaszjov - Alekszandr Kaun | - Andrej Kirilenko - Szergej Monya - Tyimofej Mozgov - Anton Ponkrasov - Alekszej Sved - Jevgenyij Voronov |

#### Eredmények
Csoportkör
B csoport
| Csapat               | M | Gy | V | P+  | P–  | Pk   | PA    | P |
| -------------------- | - | -- | - | --- | --- | ---- | ----- | - |
| Oroszország (RUS)    | 5 | 4  | 1 | 400 | 359 | +41  | 1,114 | 9 |
| Brazília (BRA)       | 5 | 4  | 1 | 402 | 349 | +47  | 1,152 | 9 |
| Spanyolország (ESP)  | 5 | 3  | 2 | 414 | 394 | +26  | 1,051 | 8 |
| Ausztrália (AUS)     | 5 | 3  | 2 | 410 | 373 | +37  | 1,099 | 8 |
| Nagy-Britannia (GBR) | 5 | 1  | 4 | 380 | 405 | −25  | 0,938 | 6 |
| Kína (CHN)           | 5 | 0  | 5 | 313 | 439 | −126 | 0,713 | 5 |

| 2012. július 29. 20:00 (21:00) | Oroszország (RUS)                        | 95–75     | Nagy-Britannia (GBR) | Basketball Arena, London Játékvezetők: Pablo Estévez (ARG), Jorge Vázquez (PUR), Stephen Seibel (CAN) |
| 2012. július 29. 20:00 (21:00) | (24–19, 25–15, 22–24, 24–17) Jegyzőkönyv |           |                      | Basketball Arena, London Játékvezetők: Pablo Estévez (ARG), Jorge Vázquez (PUR), Stephen Seibel (CAN) |
| 2012. július 29. 20:00 (21:00) | Kirilenko 35                             | Pont      | Deng 26              | Basketball Arena, London Játékvezetők: Pablo Estévez (ARG), Jorge Vázquez (PUR), Stephen Seibel (CAN) |
| 2012. július 29. 20:00 (21:00) | Sved 6                                   | Lepattanó | Freeland 10          | Basketball Arena, London Játékvezetők: Pablo Estévez (ARG), Jorge Vázquez (PUR), Stephen Seibel (CAN) |
| 2012. július 29. 20:00 (21:00) | Sved 13                                  | Gólpassz  | Deng, Reinking 3     | Basketball Arena, London Játékvezetők: Pablo Estévez (ARG), Jorge Vázquez (PUR), Stephen Seibel (CAN) |

| 2012. július 31. 9:00 (10:00) | Kína (CHN)                               | 54–73     | Oroszország (RUS) | Basketball Arena, London Játékvezetők: Saša Pukl (SLO), Robert Lottermoser (GER), William Kennedy (USA) |
| 2012. július 31. 9:00 (10:00) | (12–20, 13–20, 14–21, 15–12) Jegyzőkönyv |           |                   | Basketball Arena, London Játékvezetők: Saša Pukl (SLO), Robert Lottermoser (GER), William Kennedy (USA) |
| 2012. július 31. 9:00 (10:00) | Ji Csien-lien 16                         | Pont      | Kirilenko 16      | Basketball Arena, London Játékvezetők: Saša Pukl (SLO), Robert Lottermoser (GER), William Kennedy (USA) |
| 2012. július 31. 9:00 (10:00) | Ji Csien-lien 7                          | Lepattanó | Hrjapa 12         | Basketball Arena, London Játékvezetők: Saša Pukl (SLO), Robert Lottermoser (GER), William Kennedy (USA) |
| 2012. július 31. 9:00 (10:00) | Csen Csiang-hua 4                        | Gólpassz  | Sved, Hrjapa 6    | Basketball Arena, London Játékvezetők: Saša Pukl (SLO), Robert Lottermoser (GER), William Kennedy (USA) |

| 2012. augusztus 2. 16:45 (17:45) | Brazília (BRA)                           | 74–75     | Oroszország (RUS) | Basketball Arena, London Játékvezetők: José Carrion (PUR), Luigi Lamonica (ITA), Rabah Noujaim (LIB) |
| 2012. augusztus 2. 16:45 (17:45) | (20–15, 12–25, 21–19, 21–16) Jegyzőkönyv |           |                   | Basketball Arena, London Játékvezetők: José Carrion (PUR), Luigi Lamonica (ITA), Rabah Noujaim (LIB) |
| 2012. augusztus 2. 16:45 (17:45) | Barbosa 16                               | Pont      | Kirilenko 19      | Basketball Arena, London Játékvezetők: José Carrion (PUR), Luigi Lamonica (ITA), Rabah Noujaim (LIB) |
| 2012. augusztus 2. 16:45 (17:45) | Nenê 10                                  | Lepattanó | Monya, Mozgov 7   | Basketball Arena, London Játékvezetők: José Carrion (PUR), Luigi Lamonica (ITA), Rabah Noujaim (LIB) |
| 2012. augusztus 2. 16:45 (17:45) | Marquinhos 4                             | Gólpassz  | Sved 6            | Basketball Arena, London Játékvezetők: José Carrion (PUR), Luigi Lamonica (ITA), Rabah Noujaim (LIB) |

| 2012. augusztus 4. 11:15 (12:15) | Oroszország (RUS)                        | 77–74     | Spanyolország (ESP)   | Basketball Arena, London Játékvezetők: Christos Christodoulou (GRE), Jorge Vázquez (PUR), Fernando Sampietro (ARG) |
| 2012. augusztus 4. 11:15 (12:15) | (11–28, 21–12, 24–13, 21–21) Jegyzőkönyv |           |                       | Basketball Arena, London Játékvezetők: Christos Christodoulou (GRE), Jorge Vázquez (PUR), Fernando Sampietro (ARG) |
| 2012. augusztus 4. 11:15 (12:15) | Fridzon 24                               | Pont      | P. Gasol 20           | Basketball Arena, London Játékvezetők: Christos Christodoulou (GRE), Jorge Vázquez (PUR), Fernando Sampietro (ARG) |
| 2012. augusztus 4. 11:15 (12:15) | Mozgov 9                                 | Lepattanó | M. Gasol 9            | Basketball Arena, London Játékvezetők: Christos Christodoulou (GRE), Jorge Vázquez (PUR), Fernando Sampietro (ARG) |
| 2012. augusztus 4. 11:15 (12:15) | Ponkrasov 11                             | Gólpassz  | Rodríguez, Calderón 3 | Basketball Arena, London Játékvezetők: Christos Christodoulou (GRE), Jorge Vázquez (PUR), Fernando Sampietro (ARG) |

| 2012. augusztus 6. 9:00 (10:00) | Ausztrália (AUS)                         | 82–80     | Oroszország (RUS) | Basketball Arena, London Játékvezetők: Carl Jungebrand (FIN), Luigi Lamonica (ITA), Samir Abaakil (MAR) |
| 2012. augusztus 6. 9:00 (10:00) | (29–20, 17–25, 23–19, 13–16) Jegyzőkönyv |           |                   | Basketball Arena, London Játékvezetők: Carl Jungebrand (FIN), Luigi Lamonica (ITA), Samir Abaakil (MAR) |
| 2012. augusztus 6. 9:00 (10:00) | Ingles 20                                | Pont      | Kaun 18           | Basketball Arena, London Játékvezetők: Carl Jungebrand (FIN), Luigi Lamonica (ITA), Samir Abaakil (MAR) |
| 2012. augusztus 6. 9:00 (10:00) | Dellavedova 6                            | Lepattanó | három játékos 6   | Basketball Arena, London Játékvezetők: Carl Jungebrand (FIN), Luigi Lamonica (ITA), Samir Abaakil (MAR) |
| 2012. augusztus 6. 9:00 (10:00) | Dellavedova 7                            | Gólpassz  | Hrjapa 8          | Basketball Arena, London Játékvezetők: Carl Jungebrand (FIN), Luigi Lamonica (ITA), Samir Abaakil (MAR) |

Negyeddöntő
| 2012. augusztus 8. 14:00 (15:00) | Oroszország (RUS)                        | 83–74     | Litvánia (LTU) | Basketball Arena, London Játékvezetők: Carl Jungebrand (FIN), Pablo Estévez (ARG), Michael Aylen (AUS) |
| 2012. augusztus 8. 14:00 (15:00) | (17–10, 15–17, 22–23, 29–24) Jegyzőkönyv |           |                | Basketball Arena, London Játékvezetők: Carl Jungebrand (FIN), Pablo Estévez (ARG), Michael Aylen (AUS) |
| 2012. augusztus 8. 14:00 (15:00) | Andrej Kirilenko 19                      | Pont      | Kaukėnas 19    | Basketball Arena, London Játékvezetők: Carl Jungebrand (FIN), Pablo Estévez (ARG), Michael Aylen (AUS) |
| 2012. augusztus 8. 14:00 (15:00) | Andrej Kirilenko 13                      | Lepattanó | Valančiūnas 9  | Basketball Arena, London Játékvezetők: Carl Jungebrand (FIN), Pablo Estévez (ARG), Michael Aylen (AUS) |
| 2012. augusztus 8. 14:00 (15:00) | Viktor Hrjapa 8                          | Gólpassz  | négy játékos 3 | Basketball Arena, London Játékvezetők: Carl Jungebrand (FIN), Pablo Estévez (ARG), Michael Aylen (AUS) |

Elődöntők
| 2012. augusztus 10. 17:00 (18:00) | Spanyolország (ESP)                     | 67–59     | Oroszország (RUS) | Basketball Arena, London Játékvezetők: Luigi Lamonica (ITA), Ilija Belošević (SRB), Marcos Benito (BRA) |
| 2012. augusztus 10. 17:00 (18:00) | (9–12, 11–19, 26–15, 21–13) Jegyzőkönyv |           |                   | Basketball Arena, London Játékvezetők: Luigi Lamonica (ITA), Ilija Belošević (SRB), Marcos Benito (BRA) |
| 2012. augusztus 10. 17:00 (18:00) | P. Gasol 16                             | Pont      | Kaun 14           | Basketball Arena, London Játékvezetők: Luigi Lamonica (ITA), Ilija Belošević (SRB), Marcos Benito (BRA) |
| 2012. augusztus 10. 17:00 (18:00) | P. Gasol 12                             | Lepattanó | Kirilenko 8       | Basketball Arena, London Játékvezetők: Luigi Lamonica (ITA), Ilija Belošević (SRB), Marcos Benito (BRA) |
| 2012. augusztus 10. 17:00 (18:00) | három játékos 3                         | Gólpassz  | Sved 7            | Basketball Arena, London Játékvezetők: Luigi Lamonica (ITA), Ilija Belošević (SRB), Marcos Benito (BRA) |

Bronzmérkőzés
| 2012. augusztus 12. 11:00 (12:00) | Argentína (ARG)                          | 77–81     | Oroszország (RUS) | Basketball Arena, London Játékvezetők: Juan Arteaga (ESP), José Carrion (PUR), William Kennedy (USA) |
| 2012. augusztus 12. 11:00 (12:00) | (20–19, 18–21, 19–21, 20–20) Jegyzőkönyv |           |                   | Basketball Arena, London Játékvezetők: Juan Arteaga (ESP), José Carrion (PUR), William Kennedy (USA) |
| 2012. augusztus 12. 11:00 (12:00) | Ginóbili 21                              | Pont      | Sved 25           | Basketball Arena, London Játékvezetők: Juan Arteaga (ESP), José Carrion (PUR), William Kennedy (USA) |
| 2012. augusztus 12. 11:00 (12:00) | Nocioni 7                                | Lepattanó | Kirilenko 8       | Basketball Arena, London Játékvezetők: Juan Arteaga (ESP), José Carrion (PUR), William Kennedy (USA) |
| 2012. augusztus 12. 11:00 (12:00) | Progioni 7                               | Gólpassz  | Sved 7            | Basketball Arena, London Játékvezetők: Juan Arteaga (ESP), José Carrion (PUR), William Kennedy (USA) |

| Csapat            | Helyezés |
| ----------------- | -------- |
| Oroszország (RUS) |          |

### Női
| Orosz női kosárlabdacsapat-játékoskeret                                                                               | Orosz női kosárlabdacsapat-játékoskeret                                                                    |
| --- | --- |
| - Olga Artyesina - Jevgenyija Beljakova - Jelena Danyilocskina - Nagyezsda Grisajeva - Becky Hammon - Ilona Korsztyin | - Marina Kuzina - Irina Oszipova - Anna Petrakova - Natalja Vijeru - Natalja Vodopjanova - Natalja Zsegyik |

#### Eredmények
Csoportkör
B csoport
| Csapat               | M | Gy | V | P+  | P–  | Pk  | PA     | P  |
| -------------------- | - | -- | - | --- | --- | --- | ------ | -- |
| Franciaország (FRA)  | 5 | 5  | 0 | 356 | 319 | +37 | 1,116  | 10 |
| Ausztrália (AUS)     | 5 | 4  | 1 | 314 | 308 | +6  | 1,0195 | 9  |
| Oroszország (RUS)    | 5 | 3  | 2 | 281 | 259 | +22 | 1,085  | 8  |
| Kanada (CAN)         | 5 | 2  | 3 | 265 | 260 | +5  | 1,0192 | 7  |
| Brazília (BRA)       | 5 | 1  | 4 | 329 | 354 | −25 | 0,929  | 6  |
| Nagy-Britannia (GBR) | 5 | 0  | 5 | 327 | 372 | −45 | 0,879  | 5  |

| 2012. július 28. 11:15 (12:15) | Kanada (CAN)                            | 53–58     | Oroszország (RUS) | Basketball Arena, London Játékvezetők: Recep Ankaralı (TUR), Peng Ling (CHN), Samir Abaakil (MAR) |
| 2012. július 28. 11:15 (12:15) | (17–15, 13–9, 13–13, 10–21) Jegyzőkönyv |           |                   | Basketball Arena, London Játékvezetők: Recep Ankaralı (TUR), Peng Ling (CHN), Samir Abaakil (MAR) |
| 2012. július 28. 11:15 (12:15) | Smith 20                                | Pont      | Hammon 14         | Basketball Arena, London Játékvezetők: Recep Ankaralı (TUR), Peng Ling (CHN), Samir Abaakil (MAR) |
| 2012. július 28. 11:15 (12:15) | T. Tatham 5                             | Lepattanó | Oszipova 12       | Basketball Arena, London Játékvezetők: Recep Ankaralı (TUR), Peng Ling (CHN), Samir Abaakil (MAR) |
| 2012. július 28. 11:15 (12:15) | Thorburn 6                              | Gólpassz  | Danyilocskina 6   | Basketball Arena, London Játékvezetők: Recep Ankaralı (TUR), Peng Ling (CHN), Samir Abaakil (MAR) |

| 2012. július 30. 16:45 (17:45) | Oroszország (RUS)                       | 69–57     | Brazília (BRA) | Basketball Arena, London Játékvezetők: Guerrino Cerebuch (ITA), Ilija Belošević (SRB), Snehal Bendke (IND) |
| 2012. július 30. 16:45 (17:45) | (19–18, 12–8, 18–17, 20–14) Jegyzőkönyv |           |                | Basketball Arena, London Játékvezetők: Guerrino Cerebuch (ITA), Ilija Belošević (SRB), Snehal Bendke (IND) |
| 2012. július 30. 16:45 (17:45) | Beljakova 14                            | Pont      | de Souza 15    | Basketball Arena, London Játékvezetők: Guerrino Cerebuch (ITA), Ilija Belošević (SRB), Snehal Bendke (IND) |
| 2012. július 30. 16:45 (17:45) | Grisajeva 8                             | Lepattanó | de Souza 18    | Basketball Arena, London Játékvezetők: Guerrino Cerebuch (ITA), Ilija Belošević (SRB), Snehal Bendke (IND) |
| 2012. július 30. 16:45 (17:45) | három játékos 3                         | Gólpassz  | Costa 4        | Basketball Arena, London Játékvezetők: Guerrino Cerebuch (ITA), Ilija Belošević (SRB), Snehal Bendke (IND) |

| 2012. augusztus 1. 16:45 (17:45) | Nagy-Britannia (GBR)                     | 61–67     | Oroszország (RUS) | Basketball Arena, London Játékvezetők: Felicia Grinter (USA), Rabah Noujaim (LIB), Jorge Vázquez (PUR) |
| 2012. augusztus 1. 16:45 (17:45) | (14–16, 13–23, 18–13, 16–15) Jegyzőkönyv |           |                   | Basketball Arena, London Játékvezetők: Felicia Grinter (USA), Rabah Noujaim (LIB), Jorge Vázquez (PUR) |
| 2012. augusztus 1. 16:45 (17:45) | Stafford 18                              | Pont      | Beljakova 12      | Basketball Arena, London Játékvezetők: Felicia Grinter (USA), Rabah Noujaim (LIB), Jorge Vázquez (PUR) |
| 2012. augusztus 1. 16:45 (17:45) | Page 7                                   | Lepattanó | Oszipova 9        | Basketball Arena, London Játékvezetők: Felicia Grinter (USA), Rabah Noujaim (LIB), Jorge Vázquez (PUR) |
| 2012. augusztus 1. 16:45 (17:45) | Collins, Leedham 3                       | Gólpassz  | Hammon 6          | Basketball Arena, London Játékvezetők: Felicia Grinter (USA), Rabah Noujaim (LIB), Jorge Vázquez (PUR) |

| 2012. augusztus 3. 11:15 (12:15) | Oroszország (RUS)                        | 66–70     | Ausztrália (AUS)  | Basketball Arena, London Játékvezetők: Cristiano Maranho (BRA), Fernando Sampietro (ARG), Robert Lottermoser (GER) |
| 2012. augusztus 3. 11:15 (12:15) | (15–21, 15–11, 18–22, 18–16) Jegyzőkönyv |           |                   | Basketball Arena, London Játékvezetők: Cristiano Maranho (BRA), Fernando Sampietro (ARG), Robert Lottermoser (GER) |
| 2012. augusztus 3. 11:15 (12:15) | Oszipova 15                              | Pont      | Cambage 17        | Basketball Arena, London Játékvezetők: Cristiano Maranho (BRA), Fernando Sampietro (ARG), Robert Lottermoser (GER) |
| 2012. augusztus 3. 11:15 (12:15) | Oszipova 9                               | Lepattanó | Cambage 10        | Basketball Arena, London Játékvezetők: Cristiano Maranho (BRA), Fernando Sampietro (ARG), Robert Lottermoser (GER) |
| 2012. augusztus 3. 11:15 (12:15) | Danyilocskina 4                          | Gólpassz  | O’Hea, Harrower 5 | Basketball Arena, London Játékvezetők: Cristiano Maranho (BRA), Fernando Sampietro (ARG), Robert Lottermoser (GER) |

| 2012. augusztus 5. 9:00 (10:00) | Franciaország (FRA)                     | 65–54     | Oroszország (RUS)         | Basketball Arena, London Játékvezetők: Pablo Estévez (ARG), Saša Pukl (SLO), Szuguro Sóko (JPN) |
| 2012. augusztus 5. 9:00 (10:00) | (10–15, 15–6, 30–13, 10–20) Jegyzőkönyv |           |                           | Basketball Arena, London Játékvezetők: Pablo Estévez (ARG), Saša Pukl (SLO), Szuguro Sóko (JPN) |
| 2012. augusztus 5. 9:00 (10:00) | Dumerc 12                               | Pont      | Beljakova 14              | Basketball Arena, London Játékvezetők: Pablo Estévez (ARG), Saša Pukl (SLO), Szuguro Sóko (JPN) |
| 2012. augusztus 5. 9:00 (10:00) | Yacoubou, Beikes 7                      | Lepattanó | Hammon, Oszipova 5        | Basketball Arena, London Játékvezetők: Pablo Estévez (ARG), Saša Pukl (SLO), Szuguro Sóko (JPN) |
| 2012. augusztus 5. 9:00 (10:00) | Dumerc 3                                | Gólpassz  | Danyilocskina, Oszipova 3 | Basketball Arena, London Játékvezetők: Pablo Estévez (ARG), Saša Pukl (SLO), Szuguro Sóko (JPN) |

Negyeddöntő
| 2012. augusztus 7. 20:00 (21:00) | Törökország (TUR)                        | 63–66     | Oroszország (RUS) | Basketball Arena, London Játékvezetők: José Carrion (PUR), William Kennedy (USA), Peng Ling (CHN) |
| 2012. augusztus 7. 20:00 (21:00) | (16–23, 12–11, 23–17, 12–15) Jegyzőkönyv |           |                   | Basketball Arena, London Játékvezetők: José Carrion (PUR), William Kennedy (USA), Peng Ling (CHN) |
| 2012. augusztus 7. 20:00 (21:00) | Hollingsworth 22                         | Pont      | Hammon 19         | Basketball Arena, London Játékvezetők: José Carrion (PUR), William Kennedy (USA), Peng Ling (CHN) |
| 2012. augusztus 7. 20:00 (21:00) | Alben 6                                  | Lepattanó | Petrakova 7       | Basketball Arena, London Játékvezetők: José Carrion (PUR), William Kennedy (USA), Peng Ling (CHN) |
| 2012. augusztus 7. 20:00 (21:00) | Vardarlı 6                               | Gólpassz  | Hammon 5          | Basketball Arena, London Játékvezetők: José Carrion (PUR), William Kennedy (USA), Peng Ling (CHN) |

Elődöntők
| 2012. augusztus 9. 21:00 (22:00) | Oroszország (RUS)                        | 64–81     | Franciaország (FRA) | O2 Aréna, London Játékvezetők: Guerrino Cerebuch (ITA), Jorge Vázquez (PUR), Stephen Seibel (CAN) |
| 2012. augusztus 9. 21:00 (22:00) | (15–24, 16–14, 20–21, 13–22) Jegyzőkönyv |           |                     | O2 Aréna, London Játékvezetők: Guerrino Cerebuch (ITA), Jorge Vázquez (PUR), Stephen Seibel (CAN) |
| 2012. augusztus 9. 21:00 (22:00) | Danyilocskina, Hammon 13                 | Pont      | Lawson-Wade 18      | O2 Aréna, London Játékvezetők: Guerrino Cerebuch (ITA), Jorge Vázquez (PUR), Stephen Seibel (CAN) |
| 2012. augusztus 9. 21:00 (22:00) | Vijeru 8                                 | Lepattanó | Gruda 8             | O2 Aréna, London Játékvezetők: Guerrino Cerebuch (ITA), Jorge Vázquez (PUR), Stephen Seibel (CAN) |
| 2012. augusztus 9. 21:00 (22:00) | Hammon 5                                 | Gólpassz  | Lawson-Wade 5       | O2 Aréna, London Játékvezetők: Guerrino Cerebuch (ITA), Jorge Vázquez (PUR), Stephen Seibel (CAN) |

Bronzmérkőzés
| 2012. augusztus 11. 17:00 (18:00) | Ausztrália (AUS)                         | 83–74     | Oroszország (RUS) | O2 Aréna, London Játékvezetők: Jorge Vázquez (PUR), Felicia Grinter (USA), Szuguro Sóko (JPN) |
| 2012. augusztus 11. 17:00 (18:00) | (17–16, 21–14, 19–13, 26–31) Jegyzőkönyv |           |                   | O2 Aréna, London Játékvezetők: Jorge Vázquez (PUR), Felicia Grinter (USA), Szuguro Sóko (JPN) |
| 2012. augusztus 11. 17:00 (18:00) | Jackson 25                               | Pont      | Hammon 19         | O2 Aréna, London Játékvezetők: Jorge Vázquez (PUR), Felicia Grinter (USA), Szuguro Sóko (JPN) |
| 2012. augusztus 11. 17:00 (18:00) | Jackson 11                               | Lepattanó | Vodopjanova 8     | O2 Aréna, London Játékvezetők: Jorge Vázquez (PUR), Felicia Grinter (USA), Szuguro Sóko (JPN) |
| 2012. augusztus 11. 17:00 (18:00) | O’Hea 5                                  | Gólpassz  | Hammon 4          | O2 Aréna, London Játékvezetők: Jorge Vázquez (PUR), Felicia Grinter (USA), Szuguro Sóko (JPN) |

| Csapat            | Helyezés |
| ----------------- | -------- |
| Oroszország (RUS) | 5.       |

## Lovaglás
Díjugratás
| Versenyző         | Ló      | Versenyszám | Selejtező | Selejtező | Selejtező | Selejtező | Selejtező | Selejtező | Selejtező | Selejtező | Döntő   | Döntő   | Döntő   | Végeredmény | Végeredmény |
| Versenyző         | Ló      | Versenyszám | 1. kör    | 1. kör    | 2. kör    | 2. kör    | 2. kör    | 3. kör    | 3. kör    | 3. kör    | 1. kör  | 1. kör  | 2. kör  | Végeredmény | Végeredmény |
| Versenyző         | Ló      | Versenyszám | Bünt.     | Hely.     | Bünt.     | Össz.     | Hely.     | Bünt.     | Össz.     | Hely.     | Bünt.   | Hely.   | Bünt.   | Bünt.       | Helyezés    |
| ----------------- | ------- | ----------- | --------- | --------- | --------- | --------- | --------- | --------- | --------- | --------- | ------- | ------- | ------- | ----------- | ----------- |
| Vlagyimir Tuganov | Lancero | Egyéni      | 10        | 65.       | kiesett   | kiesett   | kiesett   | kiesett   | kiesett   | kiesett   | kiesett | kiesett | kiesett | kiesett     | kiesett     |

Lovastusa
| Versenyző         | Ló            | Versenyszám | Díjlovaglás | Díjlovaglás | Tereplovaglás | Tereplovaglás | Tereplovaglás | Díjugratás | Díjugratás  | Díjugratás | Díjugratás | Végeredmény | Végeredmény |
| Versenyző         | Ló            | Versenyszám | Díjlovaglás | Díjlovaglás | Tereplovaglás | Tereplovaglás | Tereplovaglás | Selejtező  | Selejtező   | Selejtező  | Döntő      | Végeredmény | Végeredmény |
| Versenyző         | Ló            | Versenyszám | Bünt.       | Hely.       | Bünt.         | Bünt. össz.   | Hely.         | Bünt.      | Bünt. össz. | Hely.      | Bünt.      | Bünt.       | Helyezés    |
| ----------------- | ------------- | ----------- | ----------- | ----------- | ------------- | ------------- | ------------- | ---------- | ----------- | ---------- | ---------- | ----------- | ----------- |
| Andrej Korsunov   | Fabiy         | Egyéni      | 80,2        | 74.         | 32,8          | 113,0         | 54.           | 52,0       | 165,0       | 53.        | kiesett    | 165,0       | 53.         |
| Mihail Nasztyenko | Coolboy Piter | Egyéni      | 59,8        | 62.         | 52,0          | 111,8         | 53.           | 2,0        | 113,8       | 47.        | kiesett    | 113,8       | 47.         |

## Műugrás
Férfi
| Versenyző                        | Versenyszám          | Selejtező | Selejtező | Elődöntő | Elődöntő | Döntő   | Döntő    |
| Versenyző                        | Versenyszám          | Pont      | Helyezés  | Pont     | Helyezés | Pont    | Helyezés |
| -------------------------------- | -------------------- | --------- | --------- | -------- | -------- | ------- | -------- |
| Ilja Zaharov                     | Egyéni műugrás       | 507,65    | 1.        | 505,60   | 2.       | 555,90  |          |
| Jevgenyij Kuznyecov              | Egyéni műugrás       | 440,95    | 16.       | 437,70   | 14.      | kiesett | kiesett  |
| Gleb Galperin                    | Egyéni toronyugrás   | 445,60    | 16.       | 453,80   | 16.      | kiesett | kiesett  |
| Viktor Minyibajev                | Egyéni toronyugrás   | 449,05    | 14.       | 514,15   | 6.       | 527,80  | 4.       |
| Jevgenyij Kuznyecov Ilja Zaharov | Szinkron műugrás     |           |           |          |          | 459,63  |          |
| Viktor Minyibajev Ilja Zaharov   | Szinkron toronyugrás |           |           |          |          | 449,88  | 6.       |

Női
| Versenyző                | Versenyszám        | Selejtező | Selejtező | Elődöntő | Elődöntő | Döntő   | Döntő    |
| Versenyző                | Versenyszám        | Pont      | Helyezés  | Pont     | Helyezés | Pont    | Helyezés |
| ------------------------ | ------------------ | --------- | --------- | -------- | -------- | ------- | -------- |
| Nagyezsda Bazsina        | Egyéni műugrás     | 325,00    | 6.        | 310,70   | 17.      | kiesett | kiesett  |
| Anasztaszija Pozdnyakova | Egyéni műugrás     | 286,50    | 19.       | kiesett  | kiesett  | kiesett | kiesett  |
| Julija Koltunova         | Egyéni toronyugrás | 334,80    | 7.        | 351,90   | 6.       | 357,90  | 5.       |

## Ökölvívás
Férfi
| Versenyző          | Versenyszám     | Selejtező                           | Nyolcaddöntő                      | Negyeddöntő                         | Elődöntő                            | Döntő                                 | Helyezés |
| Versenyző          | Versenyszám     | Ellenfél Eredmény                   | Ellenfél Eredmény                 | Ellenfél Eredmény                   | Ellenfél Eredmény                   | Ellenfél Eredmény                     | Helyezés |
| ------------------ | --------------- | ----------------------------------- | --------------------------------- | ----------------------------------- | ----------------------------------- | ------------------------------------- | -------- |
| David Ajrapetyan   | Papírsúly       | erőnyerő                            | Jantony Ortíz (PUR) · 15–13       | Ferhat Pehlivan (TUR) · 19–11       | Kaeo Pongprayoon (THA) · 12–13      | kiesett                               |          |
| Mihail Alojan      | Légsúly         | erőnyerő                            | Samir Brahimi (ALG) · 14–9        | Jeyvier Cintrón (PUR) · 23–13       | Njambajarin Tögszcogt (MGL) · 11–15 | kiesett                               |          |
| Szergej Vodopjanov | Harmatsúly      | Alberto Melián (ARG) · 12–5         | Robenílson de Jesus (BRA) · 11–13 | kiesett                             | kiesett                             | kiesett                               | 9.       |
| Andrej Zamkovoj    | Váltósúly       | Maimaitituersun Qiong (CHN) · 16–11 | Adam Nolan (IRL) · 18–9           | Errol Spence (USA) · 16–11          | Szerik Szapijev (KAZ) · 12–18       | kiesett                               |          |
| Jegor Mehoncev     | Félnehézsúly    | erőnyerő                            | Damien Hooper (AUS) · 19–11       | Elshod Rasulov (UZB) · 19–15        | Yamaguchi Florentino (BRA) · 23–11  | Agyilbek Nyijazimbetov (KAZ) · 15+–15 |          |
| Artur Beterbijev   | Nehézsúly       |                                     | Michael Hunter (USA) · 10+–10     | Olekszandr Uszik (UKR) · 13–17      | kiesett                             | kiesett                               | 5.       |
| Magomed Omarov     | Szupernehézsúly |                                     | Dominic Breazeale (USA) · 19–8    | Məhəmmədrəsul Məcidov (AZE) · 14–17 | kiesett                             | kiesett                               | 5.       |

Női
| Versenyző           | Versenyszám | Selejtező                 | Negyeddöntő                            | Elődöntő                     | Döntő                          | Helyezés |
| Versenyző           | Versenyszám | Ellenfél Eredmény         | Ellenfél Eredmény                      | Ellenfél Eredmény            | Ellenfél Eredmény              | Helyezés |
| ------------------- | ----------- | ------------------------- | -------------------------------------- | ---------------------------- | ------------------------------ | -------- |
| Jelena Szaveljeva   | Légsúly     | Kim Hye-Song (PRK) · 12–9 | Zsen Can-can (Ren Cancan) (CHN) · 9–12 | kiesett                      | kiesett                        | 5.       |
| Szofja Ocsigava     | Könnyűsúly  | erőnyerő                  | Alexis Pritchard (NZL) · 22–4          | Adriana Araújo (BRA) · 17–11 | Katie Taylor (IRL) · 8–10      |          |
| Nagyezsda Torlopova | Középsúly   | erőnyerő                  | Edith Ogoke (NGR) · 18–8               | Li Csin-ci (CHN) · 12–10     | Claressa Shields (USA) · 12–19 |          |

## Öttusa
| Versenyző                | Versenyszám | Vívás    | Vívás | Vívás | Úszás   | Úszás | Úszás | Lovaglás   | Lovaglás | Lovaglás | Lovaglás | Futás/Lövészet | Futás/Lövészet | Futás/Lövészet | Futás/Lövészet | Összesen    | Összesen |
| Versenyző                | Versenyszám | Eredmény | Pont  | Hely. | Idő     | Pont  | Hely. | Idő        | Hibapont | Pont     | Hely.    | Lövőhiba       | Idő            | Pont           | Hely.          | Összes pont | Helyezés |
| ------------------------ | ----------- | -------- | ----- | ----- | ------- | ----- | ----- | ---------- | -------- | -------- | -------- | -------------- | -------------- | -------------- | -------------- | ----------- | -------- |
| Alekszandr Leszun        | Férfi       | 25-10    | 1000  | 2.    | 2:04,29 | 1312  | 14.   | 77,61      | 88       | 1112     | 23.      | 0              | 11:05,83       | 2340           | 25.            | 5764        | 4.       |
| Andrej Moiszejev         | Férfi       | 22-13    | 928   | 5.    | 2:02,71 | 1328  | 10.*  | 70,65      | 60       | 1140     | 13.      | 0              | 11:05,28       | 2340           | 24.            | 5736        | 7.       |
| Jevdokija Grecsisnyikova | Női         | 22-13    | 928   | 4.    | 2:26,75 | 1040  | 31.   | idő nélkül | 1240     | 0        | 36.      | 0              | 12:59,87       | 1884           | 30.            | 3852        | 35.      |
| Jekatyerina Huraszkina   | Női         | 18-17    | 832   | 16.   | 2:29,07 | 1012  | 34.   | 68,81      | 40       | 1160     | 7.       | 0              | 11:59,04       | 2124           | 9.             | 5128        | 17.      |

## Röplabda

### Férfi
| Orosz férfi röplabdacsapat-játékoskeret                                                                         | Orosz férfi röplabdacsapat-játékoskeret                                                                                  |
| --- | --- |
| - Nyikolaj Apalikov - Tarasz Htyej - Szergej Grankin - Szergej Tyetyuhin - Alekszandr Szokolov - Jurij Berezsko | - Alekszandr Butyko - Dmitrij Muszerszkij - Dmitrij Iljinih - Makszim Mihajlov - Alekszandr Volkov - Alekszej Obmocsajev |

#### Eredmények
Csoportkör
B csoport
|                        |      | Mérkőzések | Mérkőzések | Szettek | Szettek | Szettek | Pontok | Pontok | Pontok |
| Csapat                 | Pont | Gy         | V          | Sz+     | Sz–     | SzA     | P+     | P–     | PA     |
| ---------------------- | ---- | ---------- | ---------- | ------- | ------- | ------- | ------ | ------ | ------ |
| Egyesült Államok (USA) | 13   | 4          | 1          | 14      | 4       | 3,500   | 427    | 370    | 1,154  |
| Brazília (BRA)         | 11   | 4          | 1          | 13      | 5       | 2,600   | 418    | 379    | 1,103  |
| Oroszország (RUS)      | 11   | 4          | 1          | 12      | 5       | 2,400   | 408    | 352    | 1,159  |
| Németország (GER)      | 5    | 2          | 3          | 6       | 11      | 0,545   | 379    | 388    | 0,977  |
| Szerbia (SRB)          | 5    | 1          | 4          | 7       | 13      | 0,538   | 413    | 455    | 0,908  |
| Tunézia (TUN)          | 0    | 0          | 5          | 1       | 15      | 0,067   | 294    | 395    | 0,744  |

| 2012. július 29. 11:30 (12:30) | Oroszország (RUS)                 | 3–0 | Németország (GER) | Earls Court Exhibition Centre, London Nézőszám: 12 500 Játékvezető: Simone Santi (ITA), Frans Loderus (NED) |
| 2012. július 29. 11:30 (12:30) | (31–29, 25–18, 25–17) Jegyzőkönyv |     |                   | Earls Court Exhibition Centre, London Nézőszám: 12 500 Játékvezető: Simone Santi (ITA), Frans Loderus (NED) |

| 2012. július 31. 22:00 (23:00) | Brazília (BRA)                    | 3–0 | Oroszország (RUS) | Earls Court Exhibition Centre, London Nézőszám: 14 800 Játékvezető: Hóbor Béla (HUN), Vang Ning (CHN) |
| 2012. július 31. 22:00 (23:00) | (25–21, 25–23, 25–21) Jegyzőkönyv |     |                   | Earls Court Exhibition Centre, London Nézőszám: 14 800 Játékvezető: Hóbor Béla (HUN), Vang Ning (CHN) |

| 2012. augusztus 2. 14:45 (15:45) | Oroszország (RUS)                 | 3–0 | Tunézia (TUN) | Earls Court Exhibition Centre, London Nézőszám: 13 000 Játékvezető: Tano Akihiko (JPN), Mitchell Davidson (CAN) |
| 2012. augusztus 2. 14:45 (15:45) | (25–21, 25–15, 25–23) Jegyzőkönyv |     |               | Earls Court Exhibition Centre, London Nézőszám: 13 000 Játékvezető: Tano Akihiko (JPN), Mitchell Davidson (CAN) |

| 2012. augusztus 4. 17:10 (18:10) | Oroszország (RUS)                              | 3–2 | Egyesült Államok (USA) | Earls Court Exhibition Centre, London Nézőszám: 13 650 Játékvezető: Hóbor Béla (HUN), Rolando Cholakian (ARG) |
| 2012. augusztus 4. 17:10 (18:10) | (27–29, 19–25, 26–24, 25–16, 15–8) Jegyzőkönyv |     |                        | Earls Court Exhibition Centre, London Nézőszám: 13 650 Játékvezető: Hóbor Béla (HUN), Rolando Cholakian (ARG) |

| 2012. augusztus 6. 11:30 (12:30) | Oroszország (RUS)                 | 3–0 | Szerbia (SRB) | Earls Court Exhibition Centre, London Nézőszám: 12 000 Játékvezető: Rolando Cholakian (ARG), Susana Rodriguez (ESP) |
| 2012. augusztus 6. 11:30 (12:30) | (25–15, 25–20, 25–17) Jegyzőkönyv |     |               | Earls Court Exhibition Centre, London Nézőszám: 12 000 Játékvezető: Rolando Cholakian (ARG), Susana Rodriguez (ESP) |

Negyeddöntő
| 2012. augusztus 8. 19:30 (20:30) | Lengyelország (POL)               | 0–3 | Oroszország (RUS) | Earls Court Exhibition Centre, London Nézőszám: 14,000 Játékvezető: Frans Loderus (NED), Mohamed Shaaban (EGY) |
| 2012. augusztus 8. 19:30 (20:30) | (17–25, 23–25, 21–25) Jegyzőkönyv |     |                   | Earls Court Exhibition Centre, London Nézőszám: 14,000 Játékvezető: Frans Loderus (NED), Mohamed Shaaban (EGY) |

Elődöntő
| 2012. augusztus 10. 15:00 (16:00) | Bulgária (BUL)                           | 1–3 | Oroszország (RUS) | Earls Court Exhibition Centre, London Nézőszám: 13 500 Játékvezető: Vang Ning (CHN), Denny Lassi (DOM) |
| 2012. augusztus 10. 15:00 (16:00) | (21–25, 15–25, 25–23, 23–25) Jegyzőkönyv |     |                   | Earls Court Exhibition Centre, London Nézőszám: 13 500 Játékvezető: Vang Ning (CHN), Denny Lassi (DOM) |

Döntő
| 2012. augusztus 12. 13:00 (14:00) | Oroszország (RUS)                              | 3–2 | Brazília (BRA) | Earls Court Exhibition Centre, London Nézőszám: 14 500 Játékvezető: Hóbor Béla (HUN), Tano Akihiko (JPN) |
| 2012. augusztus 12. 13:00 (14:00) | (19–25, 20–25, 29–27, 25–22, 15–9) Jegyzőkönyv |     |                | Earls Court Exhibition Centre, London Nézőszám: 14 500 Játékvezető: Hóbor Béla (HUN), Tano Akihiko (JPN) |

| Csapat            | Helyezés |
| ----------------- | -------- |
| Oroszország (RUS) |          |

### Női
| Orosz női röplabdacsapat-játékoskeret                                                                                      | Orosz női röplabdacsapat-játékoskeret                                                                                          |
| --- | --- |
| - Marija Boriszenko - Jevgenyija Esztesz - Jekatyerina Gamova - Tatyjana Koseleva - Szvetlana Krjucskova - Anna Matyijenko | - Julija Merkulova - Natalja Obmocsajeva - Marija Perepjolkina - Ljubov Szokolova - Jevgenyija Sztarceva - Jekatyerina Ulanova |

#### Eredmények
Csoportkör
A csoport
|                             |      | Mérkőzések | Mérkőzések | Szettek | Szettek | Szettek | Pontok | Pontok | Pontok |
| Csapat                      | Pont | Gy         | V          | Sz+     | Sz–     | SzA     | P+     | P–     | PA     |
| --------------------------- | ---- | ---------- | ---------- | ------- | ------- | ------- | ------ | ------ | ------ |
| Oroszország (RUS)           | 14   | 5          | 0          | 15      | 4       | 3,750   | 459    | 352    | 1,304  |
| Olaszország (ITA)           | 13   | 4          | 1          | 14      | 5       | 2,800   | 442    | 368    | 1,201  |
| Japán (JPN)                 | 9    | 3          | 2          | 11      | 6       | 1,833   | 401    | 335    | 1,197  |
| Dominikai Köztársaság (DOM) | 6    | 2          | 3          | 8       | 9       | 0,889   | 374    | 362    | 1,033  |
| Nagy-Britannia (GBR)        | 2    | 1          | 4          | 3       | 14      | 0,214   | 295    | 396    | 0,745  |
| Algéria (ALG)               | 1    | 0          | 5          | 2       | 15      | 0,133   | 252    | 410    | 0,615  |

| 2012. július 28. 14:45 (15:45) | Nagy-Britannia (GBR)              | 0–3 | Oroszország (RUS) | Earls Court Exhibition Centre, London Nézőszám: 15 000 Játékvezető: Patricia Salvatore (USA), Rogerio Espicalski (BRA) |
| 2012. július 28. 14:45 (15:45) | (19–25, 10–25, 16–25) Jegyzőkönyv |     |                   | Earls Court Exhibition Centre, London Nézőszám: 15 000 Játékvezető: Patricia Salvatore (USA), Rogerio Espicalski (BRA) |

| 2012. július 30. 14:45 (15:45) | Dominikai Köztársaság (DOM)              | 1–3 | Oroszország (RUS) | Earls Court Exhibition Centre, London Nézőszám: 14 800 Játékvezető: Rogerio Espicalsky (BRA), Karin Zahorcova (CZE) |
| 2012. július 30. 14:45 (15:45) | (23–25, 15–25, 26–24, 22–25) Jegyzőkönyv |     |                   | Earls Court Exhibition Centre, London Nézőszám: 14 800 Játékvezető: Rogerio Espicalsky (BRA), Karin Zahorcova (CZE) |

| 2012. augusztus 1. 11:30 (12:30) | Algéria (ALG)                    | 0–3 | Oroszország (RUS) | Earls Court Exhibition Centre, London Nézőszám: 9000 Játékvezető: Janpen Jirakakul (THA), Brian McDougall (GBR) |
| 2012. augusztus 1. 11:30 (12:30) | (7–25, 14–25, 15–25) Jegyzőkönyv |     |                   | Earls Court Exhibition Centre, London Nézőszám: 9000 Játékvezető: Janpen Jirakakul (THA), Brian McDougall (GBR) |

| 2012. augusztus 3. 11:30 (12:30) | Japán (JPN)                              | 1–3 | Oroszország (RUS) | Earls Court Exhibition Centre, London Nézőszám: 10 000 Játékvezető: Jose Mercado (PUR), Zorica Bjelić (SRB) |
| 2012. augusztus 3. 11:30 (12:30) | (25–27, 17–25, 25–20, 19–25) Jegyzőkönyv |     |                   | Earls Court Exhibition Centre, London Nézőszám: 10 000 Játékvezető: Jose Mercado (PUR), Zorica Bjelić (SRB) |

| 2012. augusztus 5. 16:45 (17:45) | Olaszország (ITA)                               | 2–3 | Oroszország (RUS) | Earls Court Exhibition Centre, London Nézőszám: 10 000 Játékvezető: Zorica Bjelić (SRB), Vang Ning (CHN) |
| 2012. augusztus 5. 16:45 (17:45) | (28–26, 19–25, 25–22, 16–25, 11–15) Jegyzőkönyv |     |                   | Earls Court Exhibition Centre, London Nézőszám: 10 000 Játékvezető: Zorica Bjelić (SRB), Vang Ning (CHN) |

Negyeddöntő
| 2012. augusztus 7. 15:00 (16:00) | Oroszország (RUS)                               | 2–3 | Brazília (BRA) | Earls Court Exhibition Centre, London Nézőszám: 11 500 Játékvezető: Tano Akihiko (JPN), Ibrahim Al-Naama (QAT) |
| 2012. augusztus 7. 15:00 (16:00) | (26–24, 22–25, 25–19, 22–25, 19–21) Jegyzőkönyv |     |                | Earls Court Exhibition Centre, London Nézőszám: 11 500 Játékvezető: Tano Akihiko (JPN), Ibrahim Al-Naama (QAT) |

| Csapat            | Helyezés |
| ----------------- | -------- |
| Oroszország (RUS) | 9.       |

### Strandröplabda

#### Férfi
| Versenyző                                | Csoportkör | Csoportkör | Nyolcaddöntő                                                       | Negyeddöntő       | Elődöntő          | Döntő             | Helyezés |
| Versenyző                                | Ellenfél Eredmény | Hely.      | Ellenfél Eredmény                                                  | Ellenfél Eredmény | Ellenfél Eredmény | Ellenfél Eredmény | Helyezés |
| ---------------------------------------- | --- | ---------- | ------------------------------------------------------------------ | ----------------- | ----------------- | ----------------- | -------- |
| Szergej Prokopjev Konsztantyin Szemjonov | C csoport · Németország (GER) · Julius Brink · Jonas Reckermann · 19–21, 17–21 · Svájc (SUI) · Sébastien Chevallier · Sascha Heyer · 26–28, 21–18, 13–15 · Kína (CHN) · Vu Peng-ken · Hszü Lin-jin · 29–27, 17–21, 15–12 | 3.         | Egyesült Államok (USA) · Jake Gibb · Sean Rosenthal · 14–21, 20–22 | kiesett           | kiesett           | kiesett           | 9.       |

#### Női
| Versenyző                                | Csoportkör | Csoportkör | Nyolcaddöntő                                                                | Negyeddöntő       | Elődöntő          | Döntő             | Helyezés |
| Versenyző                                | Ellenfél Eredmény | Hely.      | Ellenfél Eredmény                                                           | Ellenfél Eredmény | Ellenfél Eredmény | Ellenfél Eredmény | Helyezés |
| ---------------------------------------- | --- | ---------- | --------------------------------------------------------------------------- | ----------------- | ----------------- | ----------------- | -------- |
| Jekatyerina Homjakova Jevgenyija Ukolova | F csoport · Olaszország (ITA) · Greta Cicolari · Marta Menegatti · 21–19, 18–21, 8–15 · Kanada (CAN) · Marie-Andrée Lessard · Annie Martin · 21–18, 28–30, 15–13 · Nagy-Britannia (GBR) · Zara Dampney · Shauna Mullin · 25–23, 21–13 | 2.         | Kína (CHN) · Hszüe Csen · Csang Hszi · 12–21, 11–21                         | kiesett           | kiesett           | kiesett           | 9.       |
| Anasztaszija Vaszina Anna Vozakova       | B csoport · Kína (CHN) · Hszüe Csen · Csang Hszi · 18–21, 21–14, 16–14 · Görögország (GRE) · María Ciarcíani · Vaszilikí Arvaníti · 21–18, 13–21, 12–15 · Svájc (SUI) · Simone Kuhn · Nadine Zumkehr · 21–17, 19–21, 15–9             | 1.         | Ausztria (AUT) · Doris Schwaiger · Stephanie Schwaiger · 17–21, 21–16, 9–15 | kiesett           | kiesett           | kiesett           | 9.       |

## Sportlövészet
Férfi
| Versenyző           | Versenyszám           | Selejtező | Selejtező | Döntő   | Döntő    |
| Versenyző           | Versenyszám           | Pont      | Helyezés  | Pont    | Helyezés |
| ------------------- | --------------------- | --------- | --------- | ------- | -------- |
| Gyenyisz Kulakov    | Légpisztoly           | 575       | 26.       | kiesett | kiesett  |
| Leonyid Jekimov     | Légpisztoly           | 582       | 10.       | kiesett | kiesett  |
| Leonyid Jekimov     | Gyorstüzelő pisztoly  | 582       | 8.        | kiesett | kiesett  |
| Leonyid Jekimov     | Szabadpisztoly        | 560       | 7.        | 652     | 8.       |
| Vlagyimir Iszakov   | Szabadpisztoly        | 582       | 10.       | kiesett | kiesett  |
| Alekszej Klimov     | Gyorstüzelő pisztoly  | 592       | 1.        | 23      | 4.       |
| Alekszej Kamenszkij | Légpuska              | 594       | 15.       | kiesett | kiesett  |
| Alekszandr Szokolov | Légpuska              | 593       | 20.       | kiesett | kiesett  |
| Szergej Kovalenko   | Sportpuska, fekvő     | 594       | 15.       | kiesett | kiesett  |
| Artyom Hadzsibekov  | Sportpuska, fekvő     | 595       | 12.       | kiesett | kiesett  |
| Artyom Hadzsibekov  | Sportpuska, összetett | 1165      | 16.       | kiesett | kiesett  |
| Gyenyisz Szokolov   | Sportpuska, összetett | 1164      | 17.       | kiesett | kiesett  |
| Valerij Somin       | Skeet                 | 121       | 3.        | 144     | 4.       |
| Alekszej Alipov     | Trap                  | 120       | 13.       | kiesett | kiesett  |
| Makszim Koszarev    | Trap                  | 121       | 9.        | kiesett | kiesett  |
| Vitalij Fokejev     | Dupla trap            | 139       | 4.        | 184     | 5.       |
| Vaszilij Moszin     | Dupla trap            | 140       | 2.        | 185     |          |

Női
| Versenyző         | Versenyszám           | Selejtező | Selejtező | Döntő   | Döntő    |
| Versenyző         | Versenyszám           | Pont      | Helyezés  | Pont    | Helyezés |
| ----------------- | --------------------- | --------- | --------- | ------- | -------- |
| Anna Masztyanyina | Sportpisztoly         | 578       | 24.       | kiesett | kiesett  |
| Kira Mozgalova    | Sportpisztoly         | 585       | 4.        | 786,9   | 5.       |
| Ljubov Jaszkevics | Légpisztoly           | 385       | 8.        | 486     | 4.       |
| Natalja Pagyerina | Légpisztoly           | 375       | 37.       | kiesett | kiesett  |
| Jelena Tkacs      | Trap                  | 70        | 8.        | kiesett | kiesett  |
| Marina Belikova   | Skeet                 | 69        | 3.        | 90      | 4.       |
| Darja Vdovina     | Légpuska              | 398       | 3.        | 498,5   | 8.       |
| Darja Vdovina     | Sportpuska, összetett | 585       | 3.        | 680,8   | 7.       |
| Ljubov Galkina    | Sportpuska, összetett | 577       | 28.       | kiesett | kiesett  |
| Ljubov Galkina    | Légpuska              | 396       | 10.       | kiesett | kiesett  |

## Súlyemelés
Férfi
| Versenyző           | Versenyszám | Szakítás     | Szakítás     | Lökés        | Lökés        | Összesen     | Helyezés     |
| Versenyző           | Versenyszám | Eredmény     | Helyezés     | Eredmény     | Helyezés     | Összesen     | Helyezés     |
| ------------------- | ----------- | ------------ | ------------ | ------------ | ------------ | ------------ | ------------ |
| Aptyi Auhadov       | 85 kg       | 175          | 2.           | 210          | 2.           | 385          |              |
| Alekszandr Ivanov   | 94 kg       | 185          | 1.           | 224          | 4.           | 409          |              |
| Andrej Gyemanov     | 94 kg       | 182          | 5.           | 225          | 3.           | 407          | 4.           |
| Hadzsimurat Akkajev | 105 kg      | visszalépett | visszalépett | visszalépett | visszalépett | visszalépett | visszalépett |
| Dmitrij Klokov      | 105 kg      | visszalépett | visszalépett | visszalépett | visszalépett | visszalépett | visszalépett |
| Ruszlan Albegov     | +105 kg     | 208          | 1.           | 240          | 4.           | 448          |              |

- +105 kg-ban a bronzérmes Ruszlan Albegovot 2017-ben kizárták.

Női
| Versenyző              | Versenyszám | Szakítás                 | Szakítás                 | Lökés                    | Lökés                    | Összesen                 | Helyezés                 |
| Versenyző              | Versenyszám | Eredmény                 | Helyezés                 | Eredmény                 | Helyezés                 | Összesen                 | Helyezés                 |
| ---------------------- | ----------- | ------------------------ | ------------------------ | ------------------------ | ------------------------ | ------------------------ | ------------------------ |
| Szvetlana Carukajeva   | 63 kg       | 112                      | 1.                       | 125                      | 4.                       | 237                      | kizárva                  |
| Natalja Zabolotnaja    | 75 kg       | 131                      | 1.                       | 160                      | 2.                       | 291                      |                          |
| Nagyezsda Jevsztyuhina | 75 kg       | érvényes kísérlet nélkül | érvényes kísérlet nélkül | érvényes kísérlet nélkül | érvényes kísérlet nélkül | érvényes kísérlet nélkül | érvényes kísérlet nélkül |
| Tatyjana Kasirina      | +75 kg      | 151                      | 1.                       | 181                      | 2.                       | 332                      |                          |

## Szinkronúszás
| Versenyző | Versenyszám | Technikai gyakorlat | Technikai gyakorlat | Selejtező        | Selejtező        | Selejtező  | Selejtező  | Döntő            | Döntő            | Döntő      | Döntő      | Helyezés |
| Versenyző | Versenyszám | Technikai gyakorlat | Technikai gyakorlat | Szabad gyakorlat | Szabad gyakorlat | Összesítés | Összesítés | Szabad gyakorlat | Szabad gyakorlat | Összesítés | Összesítés | Helyezés |
| Versenyző | Versenyszám | Pont                | Hely.               | Pont             | Hely.            | Pont       | Hely.      | Pont             | Hely.            | Pont       | Hely.      | Helyezés |
| --- | ----------- | ------------------- | ------------------- | ---------------- | ---------------- | ---------- | ---------- | ---------------- | ---------------- | ---------- | ---------- | -------- |
| Natalja Iscsenko Szvetlana Romasina | Páros       | 98,200              | 1.                  | 98,600           | 1.               | 196,800    | 1.         | 98,900           | 1.               | 197,100    | 1.         |          |
| Anasztaszija Davidova Marija Gromova Elvira Haszjanova Natalja Iscsenko Darja Korobova Alekszandra Packevics Szvetlana Romasina Alla Siskina Anzselika Tyimanyina | Csapat      | 98,100              | 1.                  |                  |                  |            |            | 98,930           | 1.               | 197,030    | 1.         |          |

## Taekwondo
Férfi
| Versenyző             | Versenyszám | Selejtező                             | Negyeddöntő                | Elődöntő            | Vigaszág elődöntő | Bronz- mérkőzés           | Döntő             | Helyezés |
| Versenyző             | Versenyszám | Ellenfél Eredmény                     | Ellenfél Eredmény          | Ellenfél Eredmény   | Ellenfél Eredmény | Ellenfél Eredmény         | Ellenfél Eredmény | Helyezés |
| --------------------- | ----------- | ------------------------------------- | -------------------------- | ------------------- | ----------------- | ------------------------- | ----------------- | -------- |
| Alekszej Gyenyiszenko | Légsúly     | Heiner Oviedo (CRC) · 5–2             | Vej Csen-jang (TPE) · 10–7 | I Dehun (KOR) · 6–7 |                   | Safwan Khalil (AUS) · 3–1 |                   |          |
| Gadzsi Umarov         | Nehézsúly   | François Coulombe-Fortier (CAN) · 3–7 | kiesett                    | kiesett             |                   |                           |                   | 11.      |

Női
| Versenyző                 | Versenyszám | Selejtező                      | Negyeddöntő              | Elődöntő                   | Vigaszág elődöntő | Bronz- mérkőzés        | Döntő             | Helyezés |
| Versenyző                 | Versenyszám | Ellenfél Eredmény              | Ellenfél Eredmény        | Ellenfél Eredmény          | Ellenfél Eredmény | Ellenfél Eredmény      | Ellenfél Eredmény | Helyezés |
| ------------------------- | ----------- | ------------------------------ | ------------------------ | -------------------------- | ----------------- | ---------------------- | ----------------- | -------- |
| Krisztyina Grivacsova-Kim | Légsúly     | Chanatip Sonkham (THA) · 1–13  | kiesett                  | kiesett                    |                   |                        |                   | 11.      |
| Anasztaszija Barisnyikova | Nehézsúly   | Khaoula Ben Hamza (TUN) · 12–6 | Nusa Rajher (SLO) · 11–9 | Milica Mandić (SRB) · 3–11 |                   | I Indzsong (KOR) · 7–6 |                   |          |

## Tenisz
Férfi
| Versenyző                          | Versenyszám | 64-es főtábla                              | 32-es főtábla                                                       | Nyolcaddöntő                                                         | Negyeddöntő       | Elődöntő          | Bronz- mérkőzés   | Döntő             | Helyezés |
| Versenyző                          | Versenyszám | Ellenfél Eredmény                          | Ellenfél Eredmény                                                   | Ellenfél Eredmény                                                    | Ellenfél Eredmény | Ellenfél Eredmény | Ellenfél Eredmény | Ellenfél Eredmény | Helyezés |
| ---------------------------------- | ----------- | ------------------------------------------ | ------------------------------------------------------------------- | -------------------------------------------------------------------- | ----------------- | ----------------- | ----------------- | ----------------- | -------- |
| Alekszandr Bogomolov               | Egyes       | Carlos Berlocq (ARG) · 7–5, 7–6(7–5)       | Nicolás Almagro (ESP) · 2–6, 2–6                                    | kiesett                                                              | kiesett           | kiesett           | kiesett           | kiesett           | 17.      |
| Nyikolaj Davigyenko                | Egyes       | Radek Štěpánek (CZE) · 6–4, 6–3            | Nisikori Kei (JPN) · 6–4, 4–6, 1–6                                  | kiesett                                                              | kiesett           | kiesett           | kiesett           | kiesett           | 17.      |
| Dmitrij Turszunov                  | Egyes       | Feliciano López (ESP) · 7–6(7–5), 2–6, 7–9 | kiesett                                                             | kiesett                                                              | kiesett           | kiesett           | kiesett           | kiesett           | 33.      |
| Mihail Juzsnij                     | Egyes       | Julien Benneteau (FRA) · 5–7, 3–6          | kiesett                                                             | kiesett                                                              | kiesett           | kiesett           | kiesett           | kiesett           | 33.      |
| Mihail Juzsnij Nyikolaj Davigyenko | Páros       |                                            | Németország (GER) · Christopher Kas · Philipp Petzschner · 7–5, 7–5 | Egyesült Államok (USA) · Bob Bryan · Mike Bryan · 6–7(6–8), 6–7(1–7) | kiesett           | kiesett           | kiesett           | kiesett           | 9.       |

Női
| Versenyző                             | Versenyszám | 64-es főtábla                         | 32-es főtábla                                                                     | Nyolcaddöntő                                                           | Negyeddöntő                                                     | Elődöntő                                                             | Bronz- mérkőzés                                                     | Döntő                            | Helyezés |
| Versenyző                             | Versenyszám | Ellenfél Eredmény                     | Ellenfél Eredmény                                                                 | Ellenfél Eredmény                                                      | Ellenfél Eredmény                                               | Ellenfél Eredmény                                                    | Ellenfél Eredmény                                                   | Ellenfél Eredmény                | Helyezés |
| ------------------------------------- | ----------- | ------------------------------------- | --------------------------------------------------------------------------------- | ---------------------------------------------------------------------- | --------------------------------------------------------------- | -------------------------------------------------------------------- | ------------------------------------------------------------------- | -------------------------------- | -------- |
| Marija Kirilenko                      | Egyes       | Mariana Duque Mariño (COL) · 6–0, 1–1 | Heather Watson (GBR) · 6–3, 6–2                                                   | Julia Görges (GER) · 7–6(7–5), 6–3                                     | Petra Kvitová (CZE) · 7–6(7–3), 6–3                             | Marija Sarapova (RUS) · 2–6, 3–6                                     | Viktorija Azaranka (BLR) · 3–6, 4–6                                 |                                  | 4.       |
| Nagyja Petrova                        | Egyes       | Cseng Csie (CHN) · 6–4, 7–6(9–7)      | Ana Tatisvili (GEO) · 6–3, 6–7(5–7), 6–2                                          | Viktorija Azaranka (BLR) · 6–7(6–8), 4–6                               | kiesett                                                         | kiesett                                                              | kiesett                                                             | kiesett                          | 9.       |
| Marija Sarapova                       | Egyes       | Sahar Peér (ISR) · 6–2, 6–0           | Laura Robson (GBR) · 7–6(7–5), 6–3                                                | Sabine Lisicki (GER) · 6–7(8–10), 6–4, 6–3                             | Kim Clijsters (BEL) · 6–2, 7–5                                  | Marija Kirilenko (RUS) · 6–2, 6–3                                    |                                                                     | Serena Williams (USA) · 0–6, 1–6 |          |
| Vera Zvonarjova                       | Egyes       | Sofia Arvidsson (SWE) · 7–6(7–3), 6–4 | Francesca Schiavone (ITA) · 6–3, 6–3                                              | Serena Williams (USA) · 1–6, 0–6                                       | kiesett                                                         | kiesett                                                              | kiesett                                                             | kiesett                          | 9.       |
| Marija Kirilenko Nagyja Petrova       | Páros       |                                       | Lengyelország (POL) · Klaudia Jans-Ignacik · Alicja Rosolska · 6–7(5–7), 6–3, 6–2 | Kazahsztán (KAZ) · Jaroszlava Svedova · Galina Voszkobojeva · 6–3, 6–2 | Kína (CHN) · Peng Suaj · Cseng Csie · 7–5, 6–7(4–7), 6–4        | Egyesült Államok (USA) · Serena Williams · Venus Williams · 5–7, 4–6 | Egyesült Államok (USA) · Liezel Huber · Lisa Raymond · 4–6,6–4, 6–1 |                                  |          |
| Jelena Vesznyina Jekatyerina Makarova | Páros       |                                       | Ausztrália (AUS) · Jarmila Gajdošová · Anastasia Rodionova · 6–4, 6–1             | Németország (GER) · Julia Görges · Anna-Lena Grönefeld · 6–2, 6–1      | Egyesült Államok (USA) · Liezel Huber · Lisa Raymond · 3–6, 3–6 | kiesett                                                              | kiesett                                                             | kiesett                          | 5.       |

Vegyes
| Versenyző                       | Versenyszám | Nyolcaddöntő                                                      | Negyeddöntő       | Elődöntő          | Bronz- mérkőzés   | Döntő             | Helyezés |
| Versenyző                       | Versenyszám | Ellenfél Eredmény                                                 | Ellenfél Eredmény | Ellenfél Eredmény | Ellenfél Eredmény | Ellenfél Eredmény | Helyezés |
| ------------------------------- | ----------- | ----------------------------------------------------------------- | ----------------- | ----------------- | ----------------- | ----------------- | -------- |
| Jelena Vesznyina Mihail Juzsnij | Páros       | Argentína (ARG) · Gisela Dulko · Juan Martín del Potro · 3–6, 5–7 | kiesett           | kiesett           | kiesett           | kiesett           | 9.       |

## Tollaslabda
| Versenyző                                  | Versenyszám  | Csoportkör | Csoportkör | Nyolcaddöntő      | Negyeddöntő                                                                             | Elődöntő                                               | Bronz- mérkőzés                                            | Döntő             | Helyezés |
| Versenyző                                  | Versenyszám  | Ellenfél Eredmény | Hely.      | Ellenfél Eredmény | Ellenfél Eredmény                                                                       | Ellenfél Eredmény                                      | Ellenfél Eredmény                                          | Ellenfél Eredmény | Helyezés |
| ------------------------------------------ | ------------ | --- | ---------- | ----------------- | --------------------------------------------------------------------------------------- | ------------------------------------------------------ | ---------------------------------------------------------- | ----------------- | -------- |
| Vlagyimir Ivanov                           | Férfi egyes  | H csoport · Szon Vanho (KOR) · 15–21, 19–21 · Hsu Jen Hao (TPE) · 21–15, 21–13 | 2.         | kiesett           | kiesett                                                                                 | kiesett                                                | kiesett                                                    | kiesett           | 17.      |
| Vlagyimir Ivanov Ivan Szozonov             | Férfi páros  | C csoport · Dánia (DEN) · Mathias Boe · Carsten Mogensen · 21–16, 19–21, 14–21 · Kína (CHN) · Csaj Piao · Kuo Csen-tong · 21–23, 15–21 · Dél-afrikai Köztársaság (RSA) · Dorian James · Willem Viljoen · 21–13, 21–15  | 3.         |                   | kiesett                                                                                 | kiesett                                                | kiesett                                                    | kiesett           | 9.       |
| Anasztaszija Prokopenko                    | Női egyes    | G csoport · Kamila Augustyn (POL) · 21–16, 21–17 · Tine Baun (DEN) · 21–19, 15–21, 16–21 | 2.         | kiesett           | kiesett                                                                                 | kiesett                                                | kiesett                                                    | kiesett           | 17.      |
| Valerija Szorokina Nyina Viszlova          | Női páros    | A csoport · Kína (CHN) · Vang Hsziao-li · Jü Jang · 6–21, 9–21 · Dél-Korea (KOR) · Csong Gjongun · Kim Hana · 21–23, 18–21 · Kanada (CAN) · Alexandra Bruce · Michelle Li · 21–8, 21–10                                | 3.         |                   | Dél-afrikai Köztársaság (RSA) · Michelle Claire Edwards · Annari Viljoen · 21–9, 21–7 · | Kína (CHN) · Tien Csing · Csao Jün-lej · 19–21, 6–21 · | Kanada (CAN) · Alexandra Bruce · Michelle Li · 21–9, 21–10 |                   |          |
| Alekszandr Nyikolajenko Valerija Szorokina | Vegyes páros | A csoport · Nagy-Britannia (GBR) · Chris Adcock · Imogen Bankier · 14–21, 21–9, 21–18 · Kína (CHN) · Csang Nan · Csao Jün-lej · 9–21, 18–21 · Németország (GER) · Michael Fuchs · Birgit Michels · 18–21, 21–12, 19–21 | 3.         |                   | kiesett                                                                                 | kiesett                                                | kiesett                                                    | kiesett           | 9.       |

## Torna
Férfi
| Versenyző                                                                            | Versenyszám      | Selejtező | Selejtező | Döntő    | Döntő    |
| Versenyző                                                                            | Versenyszám      | Pontszám  | Helyezés  | Pontszám | Helyezés |
| ------------------------------------------------------------------------------------ | ---------------- | --------- | --------- | -------- | -------- |
| Gyenyisz Abljazin                                                                    | Talaj            | 15,433    | 8.        | 15,800   |          |
| Gyenyisz Abljazin                                                                    | Ugrás            | 16,366    | 1.        | 16,399   |          |
| Gyenyisz Abljazin                                                                    | Gyűrű            | 15,500    | 5.        | 15,633   | 5.       |
| Gyenyisz Abljazin                                                                    | Korlát           | 0,000     | 71.       | kiesett  | kiesett  |
| Gyenyisz Abljazin                                                                    | Nyújtó           | 13,733    | 49.       | kiesett  | kiesett  |
| Alekszandr Balangyin                                                                 | Gyűrű            | 15,666    | 3.        | 15,666   | 4.       |
| Alekszandr Balangyin                                                                 | Lólengés         | 13,733    | 38.       | kiesett  | kiesett  |
| Alekszandr Balangyin                                                                 | Korlát           | 14,766    | 26.       | kiesett  | kiesett  |
| David Beljavszkij                                                                    | Egyéni összetett | 90,832    | 2.        | 90,297   | 5.       |
| David Beljavszkij                                                                    | Lólengés         | 14,900    | 7.        | 14,733   | 7.       |
| David Beljavszkij                                                                    | Talaj            | 15,100    | 18.       | kiesett  | kiesett  |
| David Beljavszkij                                                                    | Korlát           | 15,300    | 14.       | kiesett  | kiesett  |
| David Beljavszkij                                                                    | Gyűrű            | 14,366    | 43.       | kiesett  | kiesett  |
| David Beljavszkij                                                                    | Nyújtó           | 14,866    | 19.       | kiesett  | kiesett  |
| Emin Garibov                                                                         | Egyéni összetett | 89,798    | 8.        | 88,006   | 14.      |
| Emin Garibov                                                                         | Korlát           | 15,600    | 4.        | 15,300   | 6.       |
| Emin Garibov                                                                         | Nyújtó           | 15,566    | 6.        | 15,333   | 7.       |
| Emin Garibov                                                                         | Talaj            | 14,533    | 34.       | kiesett  | kiesett  |
| Emin Garibov                                                                         | Gyűrű            | 14,633    | 30.       | kiesett  | kiesett  |
| Emin Garibov                                                                         | Lólengés         | 14,233    | 23.       | kiesett  | kiesett  |
| Igor Pahomenko                                                                       | Korlát           | 14,000    | 44.       | kiesett  | kiesett  |
| Igor Pahomenko                                                                       | Talaj            | 14,066    | 48.       | kiesett  | kiesett  |
| Igor Pahomenko                                                                       | Lólengés         | 14,433    | 19.       | kiesett  | kiesett  |
| Gyenyisz Abljazin Alekszandr Balangyin David Beljavszkij Emin Garibov Igor Pahomenko | Csapat összetett | 272,595   | 2.        | 269,603  | 6.       |

Női
| Versenyző                                                                                   | Versenyszám      | Selejtező | Selejtező | Döntő    | Döntő    |
| Versenyző                                                                                   | Versenyszám      | Pontszám  | Helyezés  | Pontszám | Helyezés |
| ------------------------------------------------------------------------------------------- | ---------------- | --------- | --------- | -------- | -------- |
| Kszenyija Afanaszjeva                                                                       | Gerenda          | 15,066    | 6.        | 14,583   | 5.       |
| Kszenyija Afanaszjeva                                                                       | Talaj            | 14,833    | 4.        | 14,566   | 6.       |
| Anasztaszija Grisina                                                                        | Talaj            | 14,066    | 21.       | kiesett  | kiesett  |
| Anasztaszija Grisina                                                                        | Felemás korlát   | 14,033    | 28.       | kiesett  | kiesett  |
| Anasztaszija Grisina                                                                        | Egyéni összetett | 57,332    | 12.       | kiesett  | kiesett  |
| Anasztaszija Grisina                                                                        | Gerenda          | 14,033    | 9.        | kiesett  | kiesett  |
| Viktorija Komova                                                                            | Felemás korlát   | 15,833    | 3.        | 15,666   | 5.       |
| Viktorija Komova                                                                            | Gerenda          | 15,266    | 2.        | 13,166   | 8.       |
| Viktorija Komova                                                                            | Egyéni összetett | 60,632    | 1.        | 61,973   |          |
| Viktorija Komova                                                                            | Talaj            | 13,900    | 28.       | kiesett  | kiesett  |
| Alija Musztafina                                                                            | Talaj            | 14,433    | 8.        | 14,966   |          |
| Alija Musztafina                                                                            | Felemás korlát   | 15,700    | 5.        | 16,133   |          |
| Alija Musztafina                                                                            | Egyéni összetett | 59,966    | 5.        | 59,566   |          |
| Alija Musztafina                                                                            | Gerenda          | 14,700    | 12.       | kiesett  | kiesett  |
| Marija Paszeka                                                                              | Ugrás            | 15,049    | 3.        | 15,050   |          |
| Marija Paszeka                                                                              | Felemás korlát   | 0,000     | 79.       | kiesett  | kiesett  |
| Kszenyija Afanaszjeva Anasztaszija Grisina Viktorija Komova Alija Musztafina Marija Paszeka | Csapat összetett | 180,429   | 2.        | 178,530  |          |

### Ritmikus gimnasztika
Egyéni
| Versenyző           | Versenyszám | Selejtező | Selejtező | Selejtező | Selejtező | Selejtező | Selejtező | Selejtező | Selejtező | Selejtező | Selejtező | Döntő  | Döntő  | Döntő  | Döntő | Döntő    | Döntő    | Döntő  | Döntő  | Döntő    | Döntő    | Helyezés |
| Versenyző           | Versenyszám | Karika    | Karika    | Labda     | Labda     | Buzogány  | Buzogány  | Szalag    | Szalag    | Összesen  | Összesen  | Karika | Karika | Labda  | Labda | Buzogány | Buzogány | Szalag | Szalag | Összesen | Összesen | Helyezés |
| Versenyző           | Versenyszám | Pont      | Hely.     | Pont      | Hely.     | Pont      | Hely.     | Pont      | Hely.     | Pont      | Hely.     | Pont   | Hely.  | Pont   | Hely. | Pont     | Hely.    | Pont   | Hely.  | Pont     | Hely.    | Helyezés |
| ------------------- | ----------- | --------- | --------- | --------- | --------- | --------- | --------- | --------- | --------- | --------- | --------- | ------ | ------ | ------ | ----- | -------- | -------- | ------ | ------ | -------- | -------- | -------- |
| Jevgenyija Kanajeva | Egyéni      | 28,100    | 2.        | 29,525    | 1.        | 28,975    | 1.        | 29,400    | 1.        | 116,000   | 1.        | 29,350 | 1.     | 29,200 | 1.    | 29,450   | 1.       | 28,900 | 2.     | 116,900  | 1.       |          |
| Darja Dmitrijeva    | Egyéni      | 29,000    | 1.        | 28,800    | 10.       | 27,800    | 8.        | 28,925    | 9.        | 114,525   | 2.        | 28,300 | 2.     | 28,350 | 2.    | 28,750   | 2.       | 29,100 | 1.     | 114,500  | 2.       |          |

Csapat
| Versenyző | Versenyszám | Selejtező | Selejtező | Selejtező            | Selejtező            | Selejtező | Selejtező | Döntő   | Döntő   | Döntő                | Döntő                | Döntő    | Döntő    | Helyezés |
| Versenyző | Versenyszám | 5 labda   | 5 labda   | 3 szalag és 2 karika | 3 szalag és 2 karika | Összesen  | Összesen  | 5 labda | 5 labda | 3 szalag és 2 karika | 3 szalag és 2 karika | Összesen | Összesen | Helyezés |
| Versenyző | Versenyszám | Pont      | Hely.     | Pont                 | Hely.                | Pont      | Hely.     | Pont    | Hely.   | Pont                 | Hely.                | Pont     | Hely.    | Helyezés |
| --- | ----------- | --------- | --------- | -------------------- | -------------------- | --------- | --------- | ------- | ------- | -------------------- | -------------------- | -------- | -------- | -------- |
| Anasztaszija Bliznyuk Uljana Donszkova Kszenyija Dudkina Alina Makarenko Anasztaszija Nazarenko Karolina Szevasztyjanova | Csapat      | 28,375    | 1.        | 28,000               | 1.                   | 56,375    | 1.        | 28,700  | 1.      | 28,300               | 1.                   | 57,000   | 1.       |          |

### Trambulin
| Versenyző           | Versenyszám | Selejtező | Selejtező | Döntő    | Döntő    |
| Versenyző           | Versenyszám | Pontszám  | Helyezés  | Pontszám | Helyezés |
| ------------------- | ----------- | --------- | --------- | -------- | -------- |
| Nyikita Fedorenko   | Férfi       | 107,070   | 8.        | 59,105   | 6.       |
| Dmitrij Usakov      | Férfi       | 112,605   | 2.        | 61,769   |          |
| Viktorija Voronyina | Női         | 100,995   | 8.        | 21,915   | 8.       |

## Triatlon
| Versenyző               | Versenyszám | 1,5 km úszás | Depózás 1 | 40 km kerékpározás | Depózás 2 | 10 km futás | Összesítés | Összesítés |
| Versenyző               | Versenyszám | Idő          | Idő       | Idő                | Idő       | Idő         | Idő        | Helyezés   |
| ----------------------- | ----------- | ------------ | --------- | ------------------ | --------- | ----------- | ---------- | ---------- |
| Alekszandr Brjuhankov   | Férfi       | 17:22        | 0:40      | 58:51              | 0:32      | 30:10       | 1:47:35    | 7.         |
| Dmitrij Poljanszkij     | Férfi       | 17:14        | 0:38      | 1:00:35            | 0:29      | 30:28       | 1:49:24    | 21.        |
| Ivan Vasziljev          | Férfi       | 17:03        | 0:46      | 59:04              | 0:28      | 31:22       | 1:47:35    | 13.        |
| Irina Abiszova          | Női         | 19:20        | 0:46      | 1:05:34            | 0:31      | 35:41       | 2:01:52    | 13.        |
| Alekszandra Razarjonova | Női         | 19:47        | 0:51      | 1:10:36            | 0:30      | 37:27       | 2:09:11    | 47.        |

## Úszás
Férfi
| Versenyző                                                                                           | Versenyszám            | Előfutam         | Előfutam         | Előfutam         | Elődöntő         | Elődöntő         | Elődöntő         | Döntő     | Döntő    |
| Versenyző                                                                                           | Versenyszám            | Idő              | Hely.            | Össz.            | Idő              | Hely.            | Össz.            | Idő       | Helyezés |
| --------------------------------------------------------------------------------------------------- | ---------------------- | ---------------- | ---------------- | ---------------- | ---------------- | ---------------- | ---------------- | --------- | -------- |
| Szergej Feszikov                                                                                    | 50 m gyors             | 22,42            | 7.               | 21.              | kiesett          | kiesett          | kiesett          | kiesett   | kiesett  |
| Andrej Grecsin                                                                                      | 50 m gyors             | 22,09            | 3.               | 7.               | 21,98            | 5.               | 10.              | kiesett   | kiesett  |
| Nyikita Lobincev                                                                                    | 100 m gyors            | 49,60            | 5.               | 8.               | 48,38            | 3.               | 8.               | 48,44     | 8.       |
| Danyila Izotov                                                                                      | 100 m gyors            | nem állt rajthoz | nem állt rajthoz | nem állt rajthoz | kiesett          | kiesett          | kiesett          | kiesett   | kiesett  |
| Danyila Izotov                                                                                      | 200 m gyors            | 1:46,61          | 1.               | 4.               | 1:46,65          | 4.               | 7.               | 1:47,75   | 8.       |
| Artyom Lobuzov                                                                                      | 200 m gyors            | 1:47,91          | 6.               | 15.              | 1:48,26          | 8.               | 16.              | kiesett   | kiesett  |
| Jegor Gyegtyarjov                                                                                   | 400 m gyors            | 3:52,33          | 6.               | 20.              |                  |                  |                  | kiesett   | kiesett  |
| Vlagyimir Morozov                                                                                   | 100 m hát              | 54,01            | 3.               | 10.              | nem állt rajthoz | nem állt rajthoz | nem állt rajthoz | kiesett   | kiesett  |
| Arkagyij Vjatcsanyin                                                                                | 100 m hát              | 54,01            | 3.               | 10.              | 53,79            | 4.               | 9.               | kiesett   | kiesett  |
| Arkagyij Vjatcsanyin                                                                                | 200 m hát              | 1:58,69          | 6.               | 17.              | kiesett          | kiesett          | kiesett          | kiesett   | kiesett  |
| Anton Ancsin                                                                                        | 200 m hát              | 1:59,49          | 7.               | 23.              | kiesett          | kiesett          | kiesett          | kiesett   | kiesett  |
| Roman Szludnov                                                                                      | 100 m mell             | 1:01,47          | 8.               | 27.              | kiesett          | kiesett          | kiesett          | kiesett   | kiesett  |
| Vjacseszlav Szinykevics                                                                             | 200 m mell             | 2:10,48          | 3.               | 9.               | 2:09,90          | 6.               | 10.              | kiesett   | kiesett  |
| Jevgenyij Korotiskin                                                                                | 100 m pillangó         | 51,84            | 1.               | 3.               | 51,85            | 5.               | 8.               | 51,44     |          |
| Nyikolaj Szkvorcov                                                                                  | 100 m pillangó         | 52,12            | 5.               | 11.              | 52,03            | 7.               | 10.              | kiesett   | kiesett  |
| Nyikolaj Szkvorcov                                                                                  | 200 m pillangó         | 1:56,76          | 4.               | 15.              | 1:56,53          | 8.               | 14.              | kiesett   | kiesett  |
| Alekszandr Tyihonov                                                                                 | 200 m vegyes           | 2:01,00          | 4.               | 24.              | kiesett          | kiesett          | kiesett          | kiesett   | kiesett  |
| Alekszandr Tyihonov                                                                                 | 400 m vegyes           | 4:18,12          | 5.               | 21.              |                  |                  |                  | kiesett   | kiesett  |
| Szergej Bolsakov                                                                                    | 10 km nyílt vízi       |                  |                  |                  |                  |                  |                  | 1:50:40,1 | 6.       |
| Vlagyimir Gyatcsin                                                                                  | 10 km nyílt vízi       |                  |                  |                  |                  |                  |                  | 1:50:42,8 | 7.       |
| Szergej Feszikov Andrej Grecsin Danyila Izotov Jevgenyij Lagunov Nyikita Lobincev Vlagyimir Morozov | 4 × 100 m gyorsváltó   | 3:12,77          | 3.               | 3.               |                  |                  |                  | 3:11,41   |          |
| Jevgenyij Lagunov Artyom Lobuzov Mihail Poliscsuk Alekszandr Szuhorukov                             | 4 × 200 m gyorsváltó   | 7:11,86          | 5.               | 10.              |                  |                  |                  | kiesett   | kiesett  |
| Vlagyimir Morozov Vjacseszlav Szinykevics Nyikolaj Szkvorcov Andrej Grecsin                         | 4 × 100 m vegyes váltó | 3:34,94          | 6.               | 12.              |                  |                  |                  | kiesett   | kiesett  |

Női
| Versenyző                                                                            | Versenyszám            | Előfutam | Előfutam | Előfutam | Elődöntő | Elődöntő | Elődöntő | Döntő     | Döntő    |
| Versenyző                                                                            | Versenyszám            | Idő      | Hely.    | Össz.    | Idő      | Hely.    | Össz.    | Idő       | Helyezés |
| ------------------------------------------------------------------------------------ | ---------------------- | -------- | -------- | -------- | -------- | -------- | -------- | --------- | -------- |
| Veronyika Popova                                                                     | 100 m gyors            | 54,66    | 6.       | 17.      | kiesett  | kiesett  | kiesett  | kiesett   | kiesett  |
| Veronyika Popova                                                                     | 200 m gyors            | 1:57,79* | 3.       | 4*.      | 1:56,84  | 4.       | 5.       | 1:57,25   | 6.       |
| Jelena Szokolova                                                                     | 400 m gyors            | 4:12,19  | 8.       | 25.      |          |          |          | kiesett   | kiesett  |
| Jelena Szokolova                                                                     | 800 m gyors            | 8:42,73  | 7.       | 26.      |          |          |          | kiesett   | kiesett  |
| Anna Guszeva                                                                         | 10 km nyílt vízi       |          |          |          |          |          |          | 1:58:53,0 | 10.      |
| Darja Gyejeva                                                                        | 100 m mell             | 1:08,44  | 7.       | 23.      | kiesett  | kiesett  | kiesett  | kiesett   | kiesett  |
| Julija Jefimova                                                                      | 100 m mell             | 1:06,51  | 2.       | 3.       | 1:06,57  | 2.       | 3.       | 1:06,98   | 7.       |
| Julija Jefimova                                                                      | 200 m mell             | 2:26,83  | 4.*      | 14.*     | 2:23,02  | 2.       | 4.       | 2:20,92   |          |
| Anasztaszija Csaun                                                                   | 200 m mell             | 2:25,39  | 4.       | 5.       | 2:26,08  | 6.       | 12.      | kiesett   | kiesett  |
| Anasztaszija Zujeva                                                                  | 100 m hát              | 59,88    | 1.       | 5.       | 59,68    | 3.       | 5.       | 59,00     | 4.       |
| Anasztaszija Zujeva                                                                  | 200 m hát              | 2:09,36  | 4.       | 8.       | 2:07,88  | 3.       | 4.       | 2:05,92   |          |
| Irina Beszpalova                                                                     | 100 m pillangó         | 58,79    | 1.       | 19.      | kiesett  | kiesett  | kiesett  | kiesett   | kiesett  |
| Jekatyerina Andrejeva                                                                | 200 m vegyes           | 2:17,84  | 8.       | 34.      | kiesett  | kiesett  | kiesett  | kiesett   | kiesett  |
| Jana Martinova                                                                       | 400 m vegyes           | 4:45,94  | 7.       | 24.      | kiesett  | kiesett  | kiesett  | kiesett   | kiesett  |
| Veronyika Popova Natalja Lovcova Viktorija Andrejeva Margarita Nesztyerova           | 4 × 100 m gyorsváltó   | 3:39,59  | 6.       | 10.      |          |          |          | kiesett   | kiesett  |
| Marija Baklakova Darja Beljakina Veronyika Popova Jelena Szokolova                   | 4 × 200 m gyorsváltó   | 7:56,50  | 7.       | 12.      |          |          |          | kiesett   | kiesett  |
| Irina Beszpalova Marija Gromova Veronyika Popova Julija Jefimova Anasztaszija Zujeva | 4 × 100 m vegyes váltó | 3:59,57  | 3.       | 8.       |          |          |          | 3:56,03   | 4.       |

## Vitorlázás
Férfi
| Versenyző                              | Versenyszám     | Futam | Futam | Futam | Futam | Futam | Futam | Futam | Futam | Futam | Futam | Futam   | Pontszám | Helyezés |
| Versenyző                              | Versenyszám     | 1     | 2     | 3     | 4     | 5     | 6     | 7     | 8     | 9     | 10    | É       | Pontszám | Helyezés |
| -------------------------------------- | --------------- | ----- | ----- | ----- | ----- | ----- | ----- | ----- | ----- | ----- | ----- | ------- | -------- | -------- |
| Dmitrij Poliscsuk                      | Szörfvitorlázás | 17    | 5     | 19    | 24    | 27    | 6     | 15    | 26    | 39*   | 28    | kiesett | 167      | 20.      |
| Igor Liszovenko                        | Laser           | 28    | 40    | 36    | 22    | 24    | 19    | 25    | 16    | 28    | 33    | kiesett | 231      | 27.      |
| Makszim Seremetyjev Mihail Seremetyjev | 470-es osztály  | 21    | 18    | 14    | 13    | 5     | 20    | 4     | 25    | 18    | 17    | kiesett | 130      | 17.      |
| Eduard Szkornyakov                     | Finn dingi      | 13    | 8     | 22    | 15    | 19    | 21    | 16    | 16    | 22    | 22    | kiesett | 153      | 17.      |

Női
| Versenyző         | Versenyszám     | Futam | Futam | Futam | Futam | Futam | Futam | Futam | Futam | Futam | Futam | Futam   | Pontszám | Helyezés |
| Versenyző         | Versenyszám     | 1     | 2     | 3     | 4     | 5     | 6     | 7     | 8     | 9     | 10    | É       | Pontszám | Helyezés |
| ----------------- | --------------- | ----- | ----- | ----- | ----- | ----- | ----- | ----- | ----- | ----- | ----- | ------- | -------- | -------- |
| Tatyjana Bazjuk   | Szörfvitorlázás | 27    | 25    | 27*   | 16    | 24    | 23    | 24    | 22    | 23    | 24    | kiesett | 208      | 25.      |
| Szvetlana Snyitko | Laser radial    | 37    | 31    | 35    | 35    | 37    | 18    | 31    | 30    | 25    | 38    | kiesett | 94       | 7.       |

| Versenyző                                           | Versenyszám | Csoportkör | Csoportkör | Csoportkör | Csoportkör | Csoportkör | Csoportkör | Csoportkör | Csoportkör | Csoportkör | Csoportkör | Csoportkör | Csoportkör | Csoportkör | Kieséses szakasz           | Kieséses szakasz          | Kieséses szakasz                       | Helyezés |
| Versenyző                                           | Versenyszám | SWE        | NED        | DEN        | ESP        | POR        | AUS        | USA        | GBR        | FIN        | FRA        | NZL        | Pont       | Hely.      | Negyeddöntő                | Elődöntő                  | Döntő                                  | Helyezés |
| --------------------------------------------------- | ----------- | ---------- | ---------- | ---------- | ---------- | ---------- | ---------- | ---------- | ---------- | ---------- | ---------- | ---------- | ---------- | ---------- | -------------------------- | ------------------------- | -------------------------------------- | -------- |
| Jekatyerina Szkugyina Jelena Szjuzeva Jelena Oblova | Elliott 6 m | 1–0        | 1–0        | 1–0        | 1–0        | 1–0        | 0–1        | 1–0        | 1–0        | 1–0        | 0–1        | 1–0        | 8          | 2.         | Nagy-Britannia (GBR) · 3–2 | Spanyolország (ESP) · 1–2 | Bronzmérkőzés · Finnország (FIN) · 1–3 | 4.       |

## Vívás
Férfi
| Versenyző                                                                  | Versenyszám       | Selejtező         | 32-es főtábla                   | Nyolcaddöntő                     | Negyeddöntő                                                                                | Elődöntő                                                                                             | Bronz- mérkőzés                                                                                  | Döntő             | Helyezés |
| Versenyző                                                                  | Versenyszám       | Ellenfél Eredmény | Ellenfél Eredmény               | Ellenfél Eredmény                | Ellenfél Eredmény                                                                          | Ellenfél Eredmény                                                                                    | Ellenfél Eredmény                                                                                | Ellenfél Eredmény | Helyezés |
| -------------------------------------------------------------------------- | ----------------- | ----------------- | ------------------------------- | -------------------------------- | ------------------------------------------------------------------------------------------ | --- | ------------------------------------------------------------------------------------------------ | ----------------- | -------- |
| Artur Ahmathuzin                                                           | Tőr, egyéni       | erőnyerő          | Richard Kruse (GBR) · 15–5      | Ma Csian-fej (CHN) · 11–15       | kiesett                                                                                    | kiesett                                                                                              | kiesett                                                                                          | kiesett           | 9.       |
| Alekszej Cseremiszinov                                                     | Tőr, egyéni       | erőnyerő          | Tarek Ayad (EGY) · 15–8         | Alexander Massialas (USA) · 15–6 | Andrea Baldini (ITA) · 5–15                                                                | kiesett                                                                                              | kiesett                                                                                          | kiesett           | 5.       |
| Renal Ganyejev                                                             | Tőr, egyéni       | erőnyerő          | Sebastian Bachmann (GER) · 9–15 | kiesett                          | kiesett                                                                                    | kiesett                                                                                              | kiesett                                                                                          | kiesett           | 17.      |
| Artur Ahmathuzin Alekszej Cseremiszinov Renal Ganyejev Alekszej Hovanszkij | Tőr, csapat       |                   |                                 |                                  | Németország (GER) · Peter Joppich · Sebastian Bachmann · Benjamin Kleibrink · 40–44        | 5–8. helyért · Kína (CHN) · Lej Seng · Csu Csün · Csang Liang-liang · Ma Csian-fej · 45–40           | 5. helyért · Nagy-Britannia (GBR) · James-Andrew Davis · Richard Kruse · Husayn Rosowsky · 45–35 |                   | 5.       |
| Pavel Szuhov                                                               | Párbajtőr, egyéni |                   | Csong Dzsinszon (KOR) · 11–15   | kiesett                          | kiesett                                                                                    | kiesett                                                                                              | kiesett                                                                                          | kiesett           | 17.      |
| Nyikolaj Kovaljov                                                          | Kard, egyéni      | erőnyerő          | James Williams (USA) · 15–12    | Von Ujong (KOR) · 15–11          | Nicolas Limbach (GER) · 15–12                                                              | Szilágyi Áron (HUN) · 7–15                                                                           | Rareș Dumitrescu (ROU) · 15–10                                                                   |                   |          |
| Venyiamin Resetnyikov                                                      | Kard, egyéni      | erőnyerő          | Tim Morehouse (USA) · 6–15      | kiesett                          | kiesett                                                                                    | kiesett                                                                                              | kiesett                                                                                          | kiesett           | 17.      |
| Alekszej Jakimenko                                                         | Kard, egyéni      | erőnyerő          | Hernán Jansen (VEN) · 15–4      | Daryl Horner (USA) · 14–15       | kiesett                                                                                    | kiesett                                                                                              | kiesett                                                                                          | kiesett           | 9.       |
| Nyikolaj Kovaljov Venyiamin Resetnyikov Alekszej Jakimenko                 | Kard, csapat      |                   |                                 |                                  | Egyesült Államok (USA) · Daryl Homer · Tim Morehouse · James Williams · Jeff Spear · 45–33 | Románia (ROU) · Tiberiu Dolniceanu · Rareș Dumitrescu · Florin Zalomir · Alexandru Sirițeanu · 43–45 | Olaszország (ITA) · Aldo Montano · Diego Occhiuzzi · Luigi Tarantino · Luigi Samele · 40–45      |                   | 4.       |

Női
| Versenyző                                                                   | Versenyszám       | Selejtező         | 32-es főtábla                   | Nyolcaddöntő                    | Negyeddöntő                                                                          | Elődöntő                                                                    | Bronz- mérkőzés                                                                                  | Döntő                                                                                                  | Helyezés |
| Versenyző                                                                   | Versenyszám       | Ellenfél Eredmény | Ellenfél Eredmény               | Ellenfél Eredmény               | Ellenfél Eredmény                                                                    | Ellenfél Eredmény                                                           | Ellenfél Eredmény                                                                                | Ellenfél Eredmény                                                                                      | Helyezés |
| --------------------------------------------------------------------------- | ----------------- | ----------------- | ------------------------------- | ------------------------------- | ------------------------------------------------------------------------------------ | --------------------------------------------------------------------------- | ------------------------------------------------------------------------------------------------ | --- | -------- |
| Aida Sanajeva                                                               | Tőr, egyéni       | erőnyerő          | Csong Girok (KOR) · 14–15       | kiesett                         | kiesett                                                                              | kiesett                                                                     | kiesett                                                                                          | kiesett                                                                                                | 17.      |
| Inna Gyeriglazova                                                           | Tőr, egyéni       | erőnyerő          | Ysaora Thibus (VEN) · 8–15      | kiesett                         | kiesett                                                                              | kiesett                                                                     | kiesett                                                                                          | kiesett                                                                                                | 17.      |
| Kamilla Gafurzjanova                                                        | Tőr, egyéni       | erőnyerő          | Martyna Synoradzka (POL) · 15–8 | Arianna Errigo (ITA) · 7–15     | kiesett                                                                              | kiesett                                                                     | kiesett                                                                                          | kiesett                                                                                                | 9.       |
| Aida Sanajeva Inna Gyeriglazova Kamilla Gafurzjanova Larisza Korobejnyikova | Tőr, csapat       |                   |                                 |                                 | Japán (JPN) · Szugavara Csieko · Ikehata Kanae · Nisioka Siho · Hirata Kjomi · 45–17 | Dél-Korea (KOR) · Nam Hjonhi · Cson Hiszuk · O Hana · Csong Girok · 44–32   |                                                                                                  | Olaszország (ITA) · Arianna Errigo · Elisa Di Francisca · Ilaria Salvatori · Valentina Vezzali · 31–45 |          |
| Violetta Kolobova                                                           | Párbajtőr, egyéni | erőnyerő          | Monika Sozanska (GER) · 14–15   | kiesett                         | kiesett                                                                              | kiesett                                                                     | kiesett                                                                                          | kiesett                                                                                                | 17.      |
| Ljubov Sutova                                                               | Párbajtőr, egyéni | erőnyerő          | Jana Semjakina (UKR) · 12–15    | kiesett                         | kiesett                                                                              | kiesett                                                                     | kiesett                                                                                          | kiesett                                                                                                | 17.      |
| Anna Szivkova                                                               | Párbajtőr, egyéni | erőnyerő          | Csong Hjodzsong (KOR) · 15–12   | Anca Măroiu (ROU) · 11–15       | kiesett                                                                              | kiesett                                                                     | kiesett                                                                                          | kiesett                                                                                                | 9.       |
| Violetta Kolobova Ljubov Sutova Anna Szivkova Tatyjana Logunova             | Párbajtőr, csapat |                   |                                 |                                 | Ukrajna (UKR) · Olena Krivicka · Kszenyija Pantelejeva · Jana Semjakina · 45–34      | Kína (CHN) · Li Na · Luo Hsziao-csüan · Szun Csü-csie · Hszü An-csi · 19–20 | Egyesült Államok (USA) · Courtney Hurley · Maya Lawrence · Susie Scanlan · Kelley Hurley · 30–31 | |          |
| Julija Gavrilova                                                            | Kard, egyéni      |                   | Julija Zsivica (KAZ) · 15–7     | Zsu Min (CHN) · 11–15           | kiesett                                                                              | kiesett                                                                     | kiesett                                                                                          | kiesett                                                                                                | 9.       |
| Szofja Velikaja                                                             | Kard, egyéni      |                   | Lea Moutoussamy (ALG) · 15–6    | Alejandra Benítez (VEN) · 15–10 | Dagmara Wozniak (USA) · 15–13                                                        | Olha Harlan (UKR) · 15–12                                                   |                                                                                                  | Kim Dzsijon (KOR) · 9–15                                                                               |          |

## Vízilabda

### Női
| Orosz női vízilabdacsapat-játékoskeret | Orosz női vízilabdacsapat-játékoskeret                                                                                         |
| --- | --- |
| - Alekszandra Antonova - Gyiana Antonova - Olga Beljajeva - Olga Belova - Nagyezsda Fedotova - Jevgenyija Hohrjakova - Jevgenyija Ivanova | - Anna Karnauh - Szofja Konuh - Marija Kovtunovszkaja - Jekatyerina Liszunova - Jekatyerina Prokofjeva - Jekatyerina Tankejeva |

#### Eredmények
Csoportkör
B csoport
| Csapat               | M | Gy | D | V | G+ | G– | Gk  | P |
| -------------------- | - | -- | - | - | -- | -- | --- | - |
| Ausztrália (AUS)     | 3 | 3  | 0 | 0 | 37 | 19 | +18 | 6 |
| Oroszország (RUS)    | 3 | 2  | 0 | 1 | 22 | 21 | +1  | 4 |
| Olaszország (ITA)    | 3 | 1  | 0 | 2 | 22 | 22 | 0   | 2 |
| Nagy-Britannia (GBR) | 3 | 0  | 0 | 3 | 14 | 33 | −19 | 0 |

| 2012. július 30. 14:10 (15:10) | Nagy-Britannia (GBR) | 6–7         | Oroszország (RUS)       | Water Polo Arena, London Játékvezetők: Marie Deslieres (CAN), Ni Si-vej (CHN) |
| 2012. július 30. 14:10 (15:10) | (2–3, 3–2, 0–1, 1–1) |             |                         | Water Polo Arena, London Játékvezetők: Marie Deslieres (CAN), Ni Si-vej (CHN) |
| 2012. július 30. 14:10 (15:10) | Winstanley-Smith 3   | Jegyzőkönyv | Beljajeva, Prokofjeva 2 | Water Polo Arena, London Játékvezetők: Marie Deslieres (CAN), Ni Si-vej (CHN) |

| 2012. augusztus 1. 15:30 (16:30) | Olaszország (ITA)    | 4–7         | Oroszország (RUS) | Water Polo Arena, London Játékvezetők: Sergi Sanchez (ESP), German Moller (ARG) |
| 2012. augusztus 1. 15:30 (16:30) | (0–1, 1–1, 1–4, 2–1) |             |                   | Water Polo Arena, London Játékvezetők: Sergi Sanchez (ESP), German Moller (ARG) |
| 2012. augusztus 1. 15:30 (16:30) | Di Mario 2           | Jegyzőkönyv | Liszunova 3       | Water Polo Arena, London Játékvezetők: Sergi Sanchez (ESP), German Moller (ARG) |

| 2012. augusztus 3. 18:20 (19:20) | Oroszország (RUS)    | 8–11        | Ausztrália (AUS) | Water Polo Arena, London Játékvezetők: Dragan Stampalja (CRO), Marie Deslieres (CAN) |
| 2012. augusztus 3. 18:20 (19:20) | (4–6, 1–2, 1–0, 2–3) |             |                  | Water Polo Arena, London Játékvezetők: Dragan Stampalja (CRO), Marie Deslieres (CAN) |
| 2012. augusztus 3. 18:20 (19:20) | Liszunova 3          | Jegyzőkönyv | Gynther 2        | Water Polo Arena, London Játékvezetők: Dragan Stampalja (CRO), Marie Deslieres (CAN) |

Negyeddöntő
| 2012. augusztus 5. 14:50 (15:50) | Magyarország (HUN)   | 11–10       | Oroszország (RUS) | Water Polo Arena, London Játékvezetők: Massimiliano Caputi (ITA), Marijo Brguljan (MNE) |
| 2012. augusztus 5. 14:50 (15:50) | (3–3, 4–2, 1–3, 3–2) |             |                   | Water Polo Arena, London Játékvezetők: Massimiliano Caputi (ITA), Marijo Brguljan (MNE) |
| 2012. augusztus 5. 14:50 (15:50) | négy játékos 2       | Jegyzőkönyv | Ivanova 4         | Water Polo Arena, London Játékvezetők: Massimiliano Caputi (ITA), Marijo Brguljan (MNE) |

Az 5–8. helyért
| 2012. augusztus 7. 18:20 (19:20) | Oroszország (RUS)    | 11–9        | Nagy-Britannia (GBR)    | Water Polo Arena, London Játékvezetők: Denis Danelon (BRA), German Moller (ARG) |
| 2012. augusztus 7. 18:20 (19:20) | (3–3, 1–2, 4–2, 3–2) |             |                         | Water Polo Arena, London Játékvezetők: Denis Danelon (BRA), German Moller (ARG) |
| 2012. augusztus 7. 18:20 (19:20) | Prokofjeva 4         | Jegyzőkönyv | Wilcox, Painter-Snell 3 | Water Polo Arena, London Játékvezetők: Denis Danelon (BRA), German Moller (ARG) |

Az 5. helyért
| 2012. augusztus 9. 15:50 (16:50) | Kína (CHN)           | 16–15       | Oroszország (RUS)       | Water Polo Arena, London Játékvezetők: Brian Littlejohn (GBR), Steven Rotsart (USA) |
| 2012. augusztus 9. 15:50 (16:50) | (3–3, 5–6, 3–2, 3–3) |             |                         | Water Polo Arena, London Játékvezetők: Brian Littlejohn (GBR), Steven Rotsart (USA) |
| 2012. augusztus 9. 15:50 (16:50) | Ma Huan-huan 6       | Jegyzőkönyv | Fedotova, A. Antonova 4 | Water Polo Arena, London Játékvezetők: Brian Littlejohn (GBR), Steven Rotsart (USA) |

| Csapat            | Helyezés |
| ----------------- | -------- |
| Oroszország (RUS) | 6.       |